# Promotion (échecs)
Pour les articles homonymes, voir Promotion.
Cet article utilise la notation algébrique pour décrire des coups du jeu d'échecs.

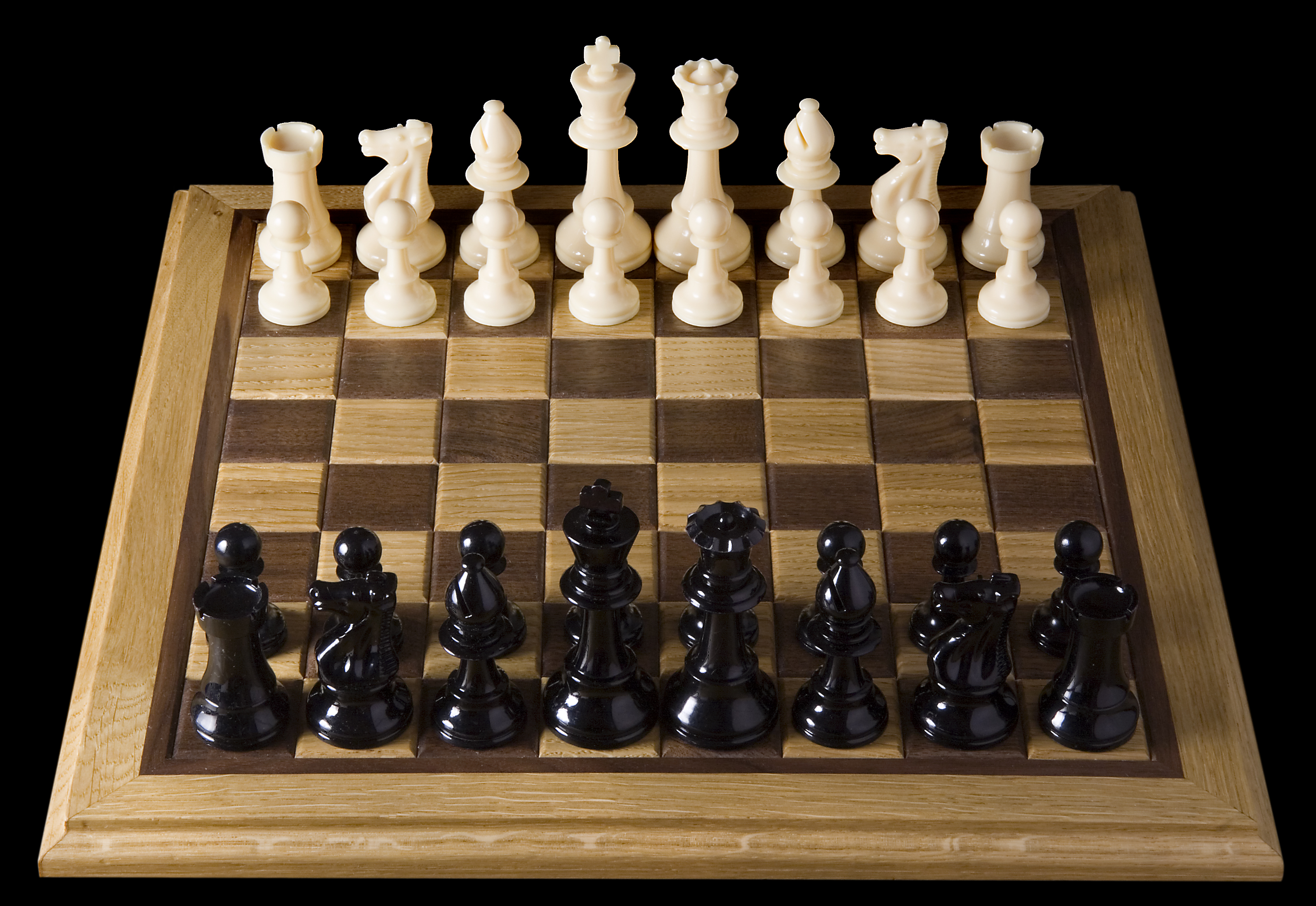
Plateau d'échecs.

Au jeu d'échecs, la promotion d'un pion consiste à le remplacer immédiatement par une autre pièce lorsqu'il arrive sur la dernière rangée.

## Règles
Lorsqu'un pion atteint la dernière rangée, il doit être changé (promu) en une pièce de sa couleur qui peut être au choix une dame, une tour, un fou ou un cavalier. On parle de la promotion d'un pion et on utilise le verbe promouvoir un pion, en dame par exemple. « Damer » est un terme synonyme et tombé en désuétude.
La promotion n'est pas limitée aux pièces déjà capturées, un joueur peut donc avoir deux dames ou plus sur l'échiquier (certains jeux haut de gamme fournissent deux dames de chaque couleur).
De manière théorique (et nullement en pratique, sauf en composition échiquéenne) un joueur peut avoir jusqu'à neuf dames, dix tours, dix fous ou (exclusif) dix cavaliers. Ainsi un jeu complet de pièces d'échecs envisageant tous les cas théoriques possibles devrait posséder non pas 32 pièces ou 34 pièces (avec deux dames de plus) comme usuellement mais 84 pièces.
Il est habituel, lorsque l'on ne dispose pas de deuxième dame, de la matérialiser par une tour posée à l'envers. Mais, en compétition, les règles de la FIDE obligent à utiliser une vraie dame ; le joueur qui a ainsi besoin d'une deuxième dame et n'en a pas à sa disposition peut demander l'assistance de l'arbitre et arrêter la pendule, et ce, quelle que soit la cadence.

## Choix de la promotion
En pratique, comme la dame est la pièce la plus puissante, la très grande majorité des promotions se font en dame.
Cependant, dans certains cas, la promotion en dame peut entraîner un pat, ou un échec et mat postérieur contre celui qui effectue la promotion (dans le cas où la dame nouvellement promue ne sera pas en mesure de parer l'échec qui se prépare). On envisage alors d'avoir plutôt recours à une sous-promotion.
La sous-promotion en cavalier peut être utile dans ce cas, ou pour mettre le roi adverse en échec, ou par exemple pour construire un réseau de mat (voir infra).
La sous-promotion en tour peut, dans une finale roi-pion contre roi seul, éviter un pat (qui serait causé par la promotion du pion en dame) (voir infra).
La sous-promotion est parfois choisie par un joueur pour signifier de façon plaisante à son adversaire qu'il est temps d'abandonner (dans le cas où son avantage est tellement écrasant que le choix de la pièce est négligeable). D'autre fois, le choix de la pièce promue n'a pas de réelle importance dans la mesure où elle va être immédiatement capturée.
La sous-promotion en fou est très exceptionnelle mais est néanmoins parfois le meilleur coup (voir infra).

### Exemples de sous-promotion

#### Sous-promotion en fou en tournoi
|   | a | b | c | d | e | f | g | h |   |
| 8 | Tour blanche sur case blanche d7 · Pion noir sur case noire g7 · Dame noire sur case noire f6 · Roi noir sur case blanche g6 · Pion noir sur case blanche b5 · Pion noir sur case blanche f5 · Fou noir sur case blanche e4 · Dame blanche sur case noire f4 · Pion noir sur case noire h4 · Pion blanc sur case blanche h3 · Pion noir sur case blanche c2 · Roi blanc sur case noire h2 | Tour blanche sur case blanche d7 · Pion noir sur case noire g7 · Dame noire sur case noire f6 · Roi noir sur case blanche g6 · Pion noir sur case blanche b5 · Pion noir sur case blanche f5 · Fou noir sur case blanche e4 · Dame blanche sur case noire f4 · Pion noir sur case noire h4 · Pion blanc sur case blanche h3 · Pion noir sur case blanche c2 · Roi blanc sur case noire h2 | Tour blanche sur case blanche d7 · Pion noir sur case noire g7 · Dame noire sur case noire f6 · Roi noir sur case blanche g6 · Pion noir sur case blanche b5 · Pion noir sur case blanche f5 · Fou noir sur case blanche e4 · Dame blanche sur case noire f4 · Pion noir sur case noire h4 · Pion blanc sur case blanche h3 · Pion noir sur case blanche c2 · Roi blanc sur case noire h2 | Tour blanche sur case blanche d7 · Pion noir sur case noire g7 · Dame noire sur case noire f6 · Roi noir sur case blanche g6 · Pion noir sur case blanche b5 · Pion noir sur case blanche f5 · Fou noir sur case blanche e4 · Dame blanche sur case noire f4 · Pion noir sur case noire h4 · Pion blanc sur case blanche h3 · Pion noir sur case blanche c2 · Roi blanc sur case noire h2 | Tour blanche sur case blanche d7 · Pion noir sur case noire g7 · Dame noire sur case noire f6 · Roi noir sur case blanche g6 · Pion noir sur case blanche b5 · Pion noir sur case blanche f5 · Fou noir sur case blanche e4 · Dame blanche sur case noire f4 · Pion noir sur case noire h4 · Pion blanc sur case blanche h3 · Pion noir sur case blanche c2 · Roi blanc sur case noire h2 | Tour blanche sur case blanche d7 · Pion noir sur case noire g7 · Dame noire sur case noire f6 · Roi noir sur case blanche g6 · Pion noir sur case blanche b5 · Pion noir sur case blanche f5 · Fou noir sur case blanche e4 · Dame blanche sur case noire f4 · Pion noir sur case noire h4 · Pion blanc sur case blanche h3 · Pion noir sur case blanche c2 · Roi blanc sur case noire h2 | Tour blanche sur case blanche d7 · Pion noir sur case noire g7 · Dame noire sur case noire f6 · Roi noir sur case blanche g6 · Pion noir sur case blanche b5 · Pion noir sur case blanche f5 · Fou noir sur case blanche e4 · Dame blanche sur case noire f4 · Pion noir sur case noire h4 · Pion blanc sur case blanche h3 · Pion noir sur case blanche c2 · Roi blanc sur case noire h2 | Tour blanche sur case blanche d7 · Pion noir sur case noire g7 · Dame noire sur case noire f6 · Roi noir sur case blanche g6 · Pion noir sur case blanche b5 · Pion noir sur case blanche f5 · Fou noir sur case blanche e4 · Dame blanche sur case noire f4 · Pion noir sur case noire h4 · Pion blanc sur case blanche h3 · Pion noir sur case blanche c2 · Roi blanc sur case noire h2 | 8 |
| 7 | Tour blanche sur case blanche d7 · Pion noir sur case noire g7 · Dame noire sur case noire f6 · Roi noir sur case blanche g6 · Pion noir sur case blanche b5 · Pion noir sur case blanche f5 · Fou noir sur case blanche e4 · Dame blanche sur case noire f4 · Pion noir sur case noire h4 · Pion blanc sur case blanche h3 · Pion noir sur case blanche c2 · Roi blanc sur case noire h2 | Tour blanche sur case blanche d7 · Pion noir sur case noire g7 · Dame noire sur case noire f6 · Roi noir sur case blanche g6 · Pion noir sur case blanche b5 · Pion noir sur case blanche f5 · Fou noir sur case blanche e4 · Dame blanche sur case noire f4 · Pion noir sur case noire h4 · Pion blanc sur case blanche h3 · Pion noir sur case blanche c2 · Roi blanc sur case noire h2 | Tour blanche sur case blanche d7 · Pion noir sur case noire g7 · Dame noire sur case noire f6 · Roi noir sur case blanche g6 · Pion noir sur case blanche b5 · Pion noir sur case blanche f5 · Fou noir sur case blanche e4 · Dame blanche sur case noire f4 · Pion noir sur case noire h4 · Pion blanc sur case blanche h3 · Pion noir sur case blanche c2 · Roi blanc sur case noire h2 | Tour blanche sur case blanche d7 · Pion noir sur case noire g7 · Dame noire sur case noire f6 · Roi noir sur case blanche g6 · Pion noir sur case blanche b5 · Pion noir sur case blanche f5 · Fou noir sur case blanche e4 · Dame blanche sur case noire f4 · Pion noir sur case noire h4 · Pion blanc sur case blanche h3 · Pion noir sur case blanche c2 · Roi blanc sur case noire h2 | Tour blanche sur case blanche d7 · Pion noir sur case noire g7 · Dame noire sur case noire f6 · Roi noir sur case blanche g6 · Pion noir sur case blanche b5 · Pion noir sur case blanche f5 · Fou noir sur case blanche e4 · Dame blanche sur case noire f4 · Pion noir sur case noire h4 · Pion blanc sur case blanche h3 · Pion noir sur case blanche c2 · Roi blanc sur case noire h2 | Tour blanche sur case blanche d7 · Pion noir sur case noire g7 · Dame noire sur case noire f6 · Roi noir sur case blanche g6 · Pion noir sur case blanche b5 · Pion noir sur case blanche f5 · Fou noir sur case blanche e4 · Dame blanche sur case noire f4 · Pion noir sur case noire h4 · Pion blanc sur case blanche h3 · Pion noir sur case blanche c2 · Roi blanc sur case noire h2 | Tour blanche sur case blanche d7 · Pion noir sur case noire g7 · Dame noire sur case noire f6 · Roi noir sur case blanche g6 · Pion noir sur case blanche b5 · Pion noir sur case blanche f5 · Fou noir sur case blanche e4 · Dame blanche sur case noire f4 · Pion noir sur case noire h4 · Pion blanc sur case blanche h3 · Pion noir sur case blanche c2 · Roi blanc sur case noire h2 | Tour blanche sur case blanche d7 · Pion noir sur case noire g7 · Dame noire sur case noire f6 · Roi noir sur case blanche g6 · Pion noir sur case blanche b5 · Pion noir sur case blanche f5 · Fou noir sur case blanche e4 · Dame blanche sur case noire f4 · Pion noir sur case noire h4 · Pion blanc sur case blanche h3 · Pion noir sur case blanche c2 · Roi blanc sur case noire h2 | 7 |
| 6 | Tour blanche sur case blanche d7 · Pion noir sur case noire g7 · Dame noire sur case noire f6 · Roi noir sur case blanche g6 · Pion noir sur case blanche b5 · Pion noir sur case blanche f5 · Fou noir sur case blanche e4 · Dame blanche sur case noire f4 · Pion noir sur case noire h4 · Pion blanc sur case blanche h3 · Pion noir sur case blanche c2 · Roi blanc sur case noire h2 | Tour blanche sur case blanche d7 · Pion noir sur case noire g7 · Dame noire sur case noire f6 · Roi noir sur case blanche g6 · Pion noir sur case blanche b5 · Pion noir sur case blanche f5 · Fou noir sur case blanche e4 · Dame blanche sur case noire f4 · Pion noir sur case noire h4 · Pion blanc sur case blanche h3 · Pion noir sur case blanche c2 · Roi blanc sur case noire h2 | Tour blanche sur case blanche d7 · Pion noir sur case noire g7 · Dame noire sur case noire f6 · Roi noir sur case blanche g6 · Pion noir sur case blanche b5 · Pion noir sur case blanche f5 · Fou noir sur case blanche e4 · Dame blanche sur case noire f4 · Pion noir sur case noire h4 · Pion blanc sur case blanche h3 · Pion noir sur case blanche c2 · Roi blanc sur case noire h2 | Tour blanche sur case blanche d7 · Pion noir sur case noire g7 · Dame noire sur case noire f6 · Roi noir sur case blanche g6 · Pion noir sur case blanche b5 · Pion noir sur case blanche f5 · Fou noir sur case blanche e4 · Dame blanche sur case noire f4 · Pion noir sur case noire h4 · Pion blanc sur case blanche h3 · Pion noir sur case blanche c2 · Roi blanc sur case noire h2 | Tour blanche sur case blanche d7 · Pion noir sur case noire g7 · Dame noire sur case noire f6 · Roi noir sur case blanche g6 · Pion noir sur case blanche b5 · Pion noir sur case blanche f5 · Fou noir sur case blanche e4 · Dame blanche sur case noire f4 · Pion noir sur case noire h4 · Pion blanc sur case blanche h3 · Pion noir sur case blanche c2 · Roi blanc sur case noire h2 | Tour blanche sur case blanche d7 · Pion noir sur case noire g7 · Dame noire sur case noire f6 · Roi noir sur case blanche g6 · Pion noir sur case blanche b5 · Pion noir sur case blanche f5 · Fou noir sur case blanche e4 · Dame blanche sur case noire f4 · Pion noir sur case noire h4 · Pion blanc sur case blanche h3 · Pion noir sur case blanche c2 · Roi blanc sur case noire h2 | Tour blanche sur case blanche d7 · Pion noir sur case noire g7 · Dame noire sur case noire f6 · Roi noir sur case blanche g6 · Pion noir sur case blanche b5 · Pion noir sur case blanche f5 · Fou noir sur case blanche e4 · Dame blanche sur case noire f4 · Pion noir sur case noire h4 · Pion blanc sur case blanche h3 · Pion noir sur case blanche c2 · Roi blanc sur case noire h2 | Tour blanche sur case blanche d7 · Pion noir sur case noire g7 · Dame noire sur case noire f6 · Roi noir sur case blanche g6 · Pion noir sur case blanche b5 · Pion noir sur case blanche f5 · Fou noir sur case blanche e4 · Dame blanche sur case noire f4 · Pion noir sur case noire h4 · Pion blanc sur case blanche h3 · Pion noir sur case blanche c2 · Roi blanc sur case noire h2 | 6 |
| 5 | Tour blanche sur case blanche d7 · Pion noir sur case noire g7 · Dame noire sur case noire f6 · Roi noir sur case blanche g6 · Pion noir sur case blanche b5 · Pion noir sur case blanche f5 · Fou noir sur case blanche e4 · Dame blanche sur case noire f4 · Pion noir sur case noire h4 · Pion blanc sur case blanche h3 · Pion noir sur case blanche c2 · Roi blanc sur case noire h2 | Tour blanche sur case blanche d7 · Pion noir sur case noire g7 · Dame noire sur case noire f6 · Roi noir sur case blanche g6 · Pion noir sur case blanche b5 · Pion noir sur case blanche f5 · Fou noir sur case blanche e4 · Dame blanche sur case noire f4 · Pion noir sur case noire h4 · Pion blanc sur case blanche h3 · Pion noir sur case blanche c2 · Roi blanc sur case noire h2 | Tour blanche sur case blanche d7 · Pion noir sur case noire g7 · Dame noire sur case noire f6 · Roi noir sur case blanche g6 · Pion noir sur case blanche b5 · Pion noir sur case blanche f5 · Fou noir sur case blanche e4 · Dame blanche sur case noire f4 · Pion noir sur case noire h4 · Pion blanc sur case blanche h3 · Pion noir sur case blanche c2 · Roi blanc sur case noire h2 | Tour blanche sur case blanche d7 · Pion noir sur case noire g7 · Dame noire sur case noire f6 · Roi noir sur case blanche g6 · Pion noir sur case blanche b5 · Pion noir sur case blanche f5 · Fou noir sur case blanche e4 · Dame blanche sur case noire f4 · Pion noir sur case noire h4 · Pion blanc sur case blanche h3 · Pion noir sur case blanche c2 · Roi blanc sur case noire h2 | Tour blanche sur case blanche d7 · Pion noir sur case noire g7 · Dame noire sur case noire f6 · Roi noir sur case blanche g6 · Pion noir sur case blanche b5 · Pion noir sur case blanche f5 · Fou noir sur case blanche e4 · Dame blanche sur case noire f4 · Pion noir sur case noire h4 · Pion blanc sur case blanche h3 · Pion noir sur case blanche c2 · Roi blanc sur case noire h2 | Tour blanche sur case blanche d7 · Pion noir sur case noire g7 · Dame noire sur case noire f6 · Roi noir sur case blanche g6 · Pion noir sur case blanche b5 · Pion noir sur case blanche f5 · Fou noir sur case blanche e4 · Dame blanche sur case noire f4 · Pion noir sur case noire h4 · Pion blanc sur case blanche h3 · Pion noir sur case blanche c2 · Roi blanc sur case noire h2 | Tour blanche sur case blanche d7 · Pion noir sur case noire g7 · Dame noire sur case noire f6 · Roi noir sur case blanche g6 · Pion noir sur case blanche b5 · Pion noir sur case blanche f5 · Fou noir sur case blanche e4 · Dame blanche sur case noire f4 · Pion noir sur case noire h4 · Pion blanc sur case blanche h3 · Pion noir sur case blanche c2 · Roi blanc sur case noire h2 | Tour blanche sur case blanche d7 · Pion noir sur case noire g7 · Dame noire sur case noire f6 · Roi noir sur case blanche g6 · Pion noir sur case blanche b5 · Pion noir sur case blanche f5 · Fou noir sur case blanche e4 · Dame blanche sur case noire f4 · Pion noir sur case noire h4 · Pion blanc sur case blanche h3 · Pion noir sur case blanche c2 · Roi blanc sur case noire h2 | 5 |
| 4 | Tour blanche sur case blanche d7 · Pion noir sur case noire g7 · Dame noire sur case noire f6 · Roi noir sur case blanche g6 · Pion noir sur case blanche b5 · Pion noir sur case blanche f5 · Fou noir sur case blanche e4 · Dame blanche sur case noire f4 · Pion noir sur case noire h4 · Pion blanc sur case blanche h3 · Pion noir sur case blanche c2 · Roi blanc sur case noire h2 | Tour blanche sur case blanche d7 · Pion noir sur case noire g7 · Dame noire sur case noire f6 · Roi noir sur case blanche g6 · Pion noir sur case blanche b5 · Pion noir sur case blanche f5 · Fou noir sur case blanche e4 · Dame blanche sur case noire f4 · Pion noir sur case noire h4 · Pion blanc sur case blanche h3 · Pion noir sur case blanche c2 · Roi blanc sur case noire h2 | Tour blanche sur case blanche d7 · Pion noir sur case noire g7 · Dame noire sur case noire f6 · Roi noir sur case blanche g6 · Pion noir sur case blanche b5 · Pion noir sur case blanche f5 · Fou noir sur case blanche e4 · Dame blanche sur case noire f4 · Pion noir sur case noire h4 · Pion blanc sur case blanche h3 · Pion noir sur case blanche c2 · Roi blanc sur case noire h2 | Tour blanche sur case blanche d7 · Pion noir sur case noire g7 · Dame noire sur case noire f6 · Roi noir sur case blanche g6 · Pion noir sur case blanche b5 · Pion noir sur case blanche f5 · Fou noir sur case blanche e4 · Dame blanche sur case noire f4 · Pion noir sur case noire h4 · Pion blanc sur case blanche h3 · Pion noir sur case blanche c2 · Roi blanc sur case noire h2 | Tour blanche sur case blanche d7 · Pion noir sur case noire g7 · Dame noire sur case noire f6 · Roi noir sur case blanche g6 · Pion noir sur case blanche b5 · Pion noir sur case blanche f5 · Fou noir sur case blanche e4 · Dame blanche sur case noire f4 · Pion noir sur case noire h4 · Pion blanc sur case blanche h3 · Pion noir sur case blanche c2 · Roi blanc sur case noire h2 | Tour blanche sur case blanche d7 · Pion noir sur case noire g7 · Dame noire sur case noire f6 · Roi noir sur case blanche g6 · Pion noir sur case blanche b5 · Pion noir sur case blanche f5 · Fou noir sur case blanche e4 · Dame blanche sur case noire f4 · Pion noir sur case noire h4 · Pion blanc sur case blanche h3 · Pion noir sur case blanche c2 · Roi blanc sur case noire h2 | Tour blanche sur case blanche d7 · Pion noir sur case noire g7 · Dame noire sur case noire f6 · Roi noir sur case blanche g6 · Pion noir sur case blanche b5 · Pion noir sur case blanche f5 · Fou noir sur case blanche e4 · Dame blanche sur case noire f4 · Pion noir sur case noire h4 · Pion blanc sur case blanche h3 · Pion noir sur case blanche c2 · Roi blanc sur case noire h2 | Tour blanche sur case blanche d7 · Pion noir sur case noire g7 · Dame noire sur case noire f6 · Roi noir sur case blanche g6 · Pion noir sur case blanche b5 · Pion noir sur case blanche f5 · Fou noir sur case blanche e4 · Dame blanche sur case noire f4 · Pion noir sur case noire h4 · Pion blanc sur case blanche h3 · Pion noir sur case blanche c2 · Roi blanc sur case noire h2 | 4 |
| 3 | Tour blanche sur case blanche d7 · Pion noir sur case noire g7 · Dame noire sur case noire f6 · Roi noir sur case blanche g6 · Pion noir sur case blanche b5 · Pion noir sur case blanche f5 · Fou noir sur case blanche e4 · Dame blanche sur case noire f4 · Pion noir sur case noire h4 · Pion blanc sur case blanche h3 · Pion noir sur case blanche c2 · Roi blanc sur case noire h2 | Tour blanche sur case blanche d7 · Pion noir sur case noire g7 · Dame noire sur case noire f6 · Roi noir sur case blanche g6 · Pion noir sur case blanche b5 · Pion noir sur case blanche f5 · Fou noir sur case blanche e4 · Dame blanche sur case noire f4 · Pion noir sur case noire h4 · Pion blanc sur case blanche h3 · Pion noir sur case blanche c2 · Roi blanc sur case noire h2 | Tour blanche sur case blanche d7 · Pion noir sur case noire g7 · Dame noire sur case noire f6 · Roi noir sur case blanche g6 · Pion noir sur case blanche b5 · Pion noir sur case blanche f5 · Fou noir sur case blanche e4 · Dame blanche sur case noire f4 · Pion noir sur case noire h4 · Pion blanc sur case blanche h3 · Pion noir sur case blanche c2 · Roi blanc sur case noire h2 | Tour blanche sur case blanche d7 · Pion noir sur case noire g7 · Dame noire sur case noire f6 · Roi noir sur case blanche g6 · Pion noir sur case blanche b5 · Pion noir sur case blanche f5 · Fou noir sur case blanche e4 · Dame blanche sur case noire f4 · Pion noir sur case noire h4 · Pion blanc sur case blanche h3 · Pion noir sur case blanche c2 · Roi blanc sur case noire h2 | Tour blanche sur case blanche d7 · Pion noir sur case noire g7 · Dame noire sur case noire f6 · Roi noir sur case blanche g6 · Pion noir sur case blanche b5 · Pion noir sur case blanche f5 · Fou noir sur case blanche e4 · Dame blanche sur case noire f4 · Pion noir sur case noire h4 · Pion blanc sur case blanche h3 · Pion noir sur case blanche c2 · Roi blanc sur case noire h2 | Tour blanche sur case blanche d7 · Pion noir sur case noire g7 · Dame noire sur case noire f6 · Roi noir sur case blanche g6 · Pion noir sur case blanche b5 · Pion noir sur case blanche f5 · Fou noir sur case blanche e4 · Dame blanche sur case noire f4 · Pion noir sur case noire h4 · Pion blanc sur case blanche h3 · Pion noir sur case blanche c2 · Roi blanc sur case noire h2 | Tour blanche sur case blanche d7 · Pion noir sur case noire g7 · Dame noire sur case noire f6 · Roi noir sur case blanche g6 · Pion noir sur case blanche b5 · Pion noir sur case blanche f5 · Fou noir sur case blanche e4 · Dame blanche sur case noire f4 · Pion noir sur case noire h4 · Pion blanc sur case blanche h3 · Pion noir sur case blanche c2 · Roi blanc sur case noire h2 | Tour blanche sur case blanche d7 · Pion noir sur case noire g7 · Dame noire sur case noire f6 · Roi noir sur case blanche g6 · Pion noir sur case blanche b5 · Pion noir sur case blanche f5 · Fou noir sur case blanche e4 · Dame blanche sur case noire f4 · Pion noir sur case noire h4 · Pion blanc sur case blanche h3 · Pion noir sur case blanche c2 · Roi blanc sur case noire h2 | 3 |
| 2 | Tour blanche sur case blanche d7 · Pion noir sur case noire g7 · Dame noire sur case noire f6 · Roi noir sur case blanche g6 · Pion noir sur case blanche b5 · Pion noir sur case blanche f5 · Fou noir sur case blanche e4 · Dame blanche sur case noire f4 · Pion noir sur case noire h4 · Pion blanc sur case blanche h3 · Pion noir sur case blanche c2 · Roi blanc sur case noire h2 | Tour blanche sur case blanche d7 · Pion noir sur case noire g7 · Dame noire sur case noire f6 · Roi noir sur case blanche g6 · Pion noir sur case blanche b5 · Pion noir sur case blanche f5 · Fou noir sur case blanche e4 · Dame blanche sur case noire f4 · Pion noir sur case noire h4 · Pion blanc sur case blanche h3 · Pion noir sur case blanche c2 · Roi blanc sur case noire h2 | Tour blanche sur case blanche d7 · Pion noir sur case noire g7 · Dame noire sur case noire f6 · Roi noir sur case blanche g6 · Pion noir sur case blanche b5 · Pion noir sur case blanche f5 · Fou noir sur case blanche e4 · Dame blanche sur case noire f4 · Pion noir sur case noire h4 · Pion blanc sur case blanche h3 · Pion noir sur case blanche c2 · Roi blanc sur case noire h2 | Tour blanche sur case blanche d7 · Pion noir sur case noire g7 · Dame noire sur case noire f6 · Roi noir sur case blanche g6 · Pion noir sur case blanche b5 · Pion noir sur case blanche f5 · Fou noir sur case blanche e4 · Dame blanche sur case noire f4 · Pion noir sur case noire h4 · Pion blanc sur case blanche h3 · Pion noir sur case blanche c2 · Roi blanc sur case noire h2 | Tour blanche sur case blanche d7 · Pion noir sur case noire g7 · Dame noire sur case noire f6 · Roi noir sur case blanche g6 · Pion noir sur case blanche b5 · Pion noir sur case blanche f5 · Fou noir sur case blanche e4 · Dame blanche sur case noire f4 · Pion noir sur case noire h4 · Pion blanc sur case blanche h3 · Pion noir sur case blanche c2 · Roi blanc sur case noire h2 | Tour blanche sur case blanche d7 · Pion noir sur case noire g7 · Dame noire sur case noire f6 · Roi noir sur case blanche g6 · Pion noir sur case blanche b5 · Pion noir sur case blanche f5 · Fou noir sur case blanche e4 · Dame blanche sur case noire f4 · Pion noir sur case noire h4 · Pion blanc sur case blanche h3 · Pion noir sur case blanche c2 · Roi blanc sur case noire h2 | Tour blanche sur case blanche d7 · Pion noir sur case noire g7 · Dame noire sur case noire f6 · Roi noir sur case blanche g6 · Pion noir sur case blanche b5 · Pion noir sur case blanche f5 · Fou noir sur case blanche e4 · Dame blanche sur case noire f4 · Pion noir sur case noire h4 · Pion blanc sur case blanche h3 · Pion noir sur case blanche c2 · Roi blanc sur case noire h2 | Tour blanche sur case blanche d7 · Pion noir sur case noire g7 · Dame noire sur case noire f6 · Roi noir sur case blanche g6 · Pion noir sur case blanche b5 · Pion noir sur case blanche f5 · Fou noir sur case blanche e4 · Dame blanche sur case noire f4 · Pion noir sur case noire h4 · Pion blanc sur case blanche h3 · Pion noir sur case blanche c2 · Roi blanc sur case noire h2 | 2 |
| 1 | Tour blanche sur case blanche d7 · Pion noir sur case noire g7 · Dame noire sur case noire f6 · Roi noir sur case blanche g6 · Pion noir sur case blanche b5 · Pion noir sur case blanche f5 · Fou noir sur case blanche e4 · Dame blanche sur case noire f4 · Pion noir sur case noire h4 · Pion blanc sur case blanche h3 · Pion noir sur case blanche c2 · Roi blanc sur case noire h2 | Tour blanche sur case blanche d7 · Pion noir sur case noire g7 · Dame noire sur case noire f6 · Roi noir sur case blanche g6 · Pion noir sur case blanche b5 · Pion noir sur case blanche f5 · Fou noir sur case blanche e4 · Dame blanche sur case noire f4 · Pion noir sur case noire h4 · Pion blanc sur case blanche h3 · Pion noir sur case blanche c2 · Roi blanc sur case noire h2 | Tour blanche sur case blanche d7 · Pion noir sur case noire g7 · Dame noire sur case noire f6 · Roi noir sur case blanche g6 · Pion noir sur case blanche b5 · Pion noir sur case blanche f5 · Fou noir sur case blanche e4 · Dame blanche sur case noire f4 · Pion noir sur case noire h4 · Pion blanc sur case blanche h3 · Pion noir sur case blanche c2 · Roi blanc sur case noire h2 | Tour blanche sur case blanche d7 · Pion noir sur case noire g7 · Dame noire sur case noire f6 · Roi noir sur case blanche g6 · Pion noir sur case blanche b5 · Pion noir sur case blanche f5 · Fou noir sur case blanche e4 · Dame blanche sur case noire f4 · Pion noir sur case noire h4 · Pion blanc sur case blanche h3 · Pion noir sur case blanche c2 · Roi blanc sur case noire h2 | Tour blanche sur case blanche d7 · Pion noir sur case noire g7 · Dame noire sur case noire f6 · Roi noir sur case blanche g6 · Pion noir sur case blanche b5 · Pion noir sur case blanche f5 · Fou noir sur case blanche e4 · Dame blanche sur case noire f4 · Pion noir sur case noire h4 · Pion blanc sur case blanche h3 · Pion noir sur case blanche c2 · Roi blanc sur case noire h2 | Tour blanche sur case blanche d7 · Pion noir sur case noire g7 · Dame noire sur case noire f6 · Roi noir sur case blanche g6 · Pion noir sur case blanche b5 · Pion noir sur case blanche f5 · Fou noir sur case blanche e4 · Dame blanche sur case noire f4 · Pion noir sur case noire h4 · Pion blanc sur case blanche h3 · Pion noir sur case blanche c2 · Roi blanc sur case noire h2 | Tour blanche sur case blanche d7 · Pion noir sur case noire g7 · Dame noire sur case noire f6 · Roi noir sur case blanche g6 · Pion noir sur case blanche b5 · Pion noir sur case blanche f5 · Fou noir sur case blanche e4 · Dame blanche sur case noire f4 · Pion noir sur case noire h4 · Pion blanc sur case blanche h3 · Pion noir sur case blanche c2 · Roi blanc sur case noire h2 | Tour blanche sur case blanche d7 · Pion noir sur case noire g7 · Dame noire sur case noire f6 · Roi noir sur case blanche g6 · Pion noir sur case blanche b5 · Pion noir sur case blanche f5 · Fou noir sur case blanche e4 · Dame blanche sur case noire f4 · Pion noir sur case noire h4 · Pion blanc sur case blanche h3 · Pion noir sur case blanche c2 · Roi blanc sur case noire h2 | 1 |
|   | a | b | c | d | e | f | g | h |   |

En pratique de tournoi, une sous-promotion qui serait supérieure à une promotion naturelle en dame est très rare, en voici cependant un exemple récent :
Vladimir Baklan - Pham Minh, Open de Cappelle-la-Grande, 2004
La position des Noirs est gagnante, ils ont plusieurs coups à leur disposition: 49... Db2, Dc3, Rh5 ou Rh7 mais ils choisissent l'étonnant
49... c1F
En effet, 49... c1D?? ou c1T?? échouerait sur 50. Txg7+ Rxg7 [ou Dxg7] (si la tour n'était pas prise, elle pourrait infliger des échecs perpétuels au roi noir) 51. Dg5+ Dxg5 [ou Rxg5] pat (si la dame n'était pas prise, elle pourrait infliger des échecs perpétuels au roi noir).
Il suivit :
50. Dxc1 De5+ 51. Rg1 Dg3+ 52. Rf1 Fd3+ et les Blancs abandonnèrent : 0-1.

#### Une sous-promotion en cavalier qui fait échec et mat
|   | a | b | c | d | e | f | g | h |   |
| 8 | Tour noire sur case blanche a8 · Cavalier noir sur case noire b8 · Fou noir sur case blanche c8 · Roi noir sur case blanche e8 · Fou noir sur case noire f8 · Cavalier noir sur case blanche g8 · Tour noire sur case noire h8 · Pion noir sur case noire a7 · Pion noir sur case blanche b7 · Pion noir sur case noire c7 · Pion noir sur case blanche d7 · Pion noir sur case blanche f7 · Pion noir sur case noire g7 · Pion noir sur case blanche h7 · Dame noire sur case blanche e4 · Pion blanc sur case blanche b3 · Pion blanc sur case blanche h3 · Pion blanc sur case blanche a2 · Pion blanc sur case blanche c2 · Pion blanc sur case noire d2 · Roi blanc sur case noire f2 · Tour blanche sur case noire a1 · Cavalier blanc sur case blanche b1 · Fou blanc sur case noire c1 · Dame blanche sur case blanche d1 · Fou blanc sur case blanche f1 · Cavalier blanc sur case noire g1 · Cavalier noir sur case blanche h1 | Tour noire sur case blanche a8 · Cavalier noir sur case noire b8 · Fou noir sur case blanche c8 · Roi noir sur case blanche e8 · Fou noir sur case noire f8 · Cavalier noir sur case blanche g8 · Tour noire sur case noire h8 · Pion noir sur case noire a7 · Pion noir sur case blanche b7 · Pion noir sur case noire c7 · Pion noir sur case blanche d7 · Pion noir sur case blanche f7 · Pion noir sur case noire g7 · Pion noir sur case blanche h7 · Dame noire sur case blanche e4 · Pion blanc sur case blanche b3 · Pion blanc sur case blanche h3 · Pion blanc sur case blanche a2 · Pion blanc sur case blanche c2 · Pion blanc sur case noire d2 · Roi blanc sur case noire f2 · Tour blanche sur case noire a1 · Cavalier blanc sur case blanche b1 · Fou blanc sur case noire c1 · Dame blanche sur case blanche d1 · Fou blanc sur case blanche f1 · Cavalier blanc sur case noire g1 · Cavalier noir sur case blanche h1 | Tour noire sur case blanche a8 · Cavalier noir sur case noire b8 · Fou noir sur case blanche c8 · Roi noir sur case blanche e8 · Fou noir sur case noire f8 · Cavalier noir sur case blanche g8 · Tour noire sur case noire h8 · Pion noir sur case noire a7 · Pion noir sur case blanche b7 · Pion noir sur case noire c7 · Pion noir sur case blanche d7 · Pion noir sur case blanche f7 · Pion noir sur case noire g7 · Pion noir sur case blanche h7 · Dame noire sur case blanche e4 · Pion blanc sur case blanche b3 · Pion blanc sur case blanche h3 · Pion blanc sur case blanche a2 · Pion blanc sur case blanche c2 · Pion blanc sur case noire d2 · Roi blanc sur case noire f2 · Tour blanche sur case noire a1 · Cavalier blanc sur case blanche b1 · Fou blanc sur case noire c1 · Dame blanche sur case blanche d1 · Fou blanc sur case blanche f1 · Cavalier blanc sur case noire g1 · Cavalier noir sur case blanche h1 | Tour noire sur case blanche a8 · Cavalier noir sur case noire b8 · Fou noir sur case blanche c8 · Roi noir sur case blanche e8 · Fou noir sur case noire f8 · Cavalier noir sur case blanche g8 · Tour noire sur case noire h8 · Pion noir sur case noire a7 · Pion noir sur case blanche b7 · Pion noir sur case noire c7 · Pion noir sur case blanche d7 · Pion noir sur case blanche f7 · Pion noir sur case noire g7 · Pion noir sur case blanche h7 · Dame noire sur case blanche e4 · Pion blanc sur case blanche b3 · Pion blanc sur case blanche h3 · Pion blanc sur case blanche a2 · Pion blanc sur case blanche c2 · Pion blanc sur case noire d2 · Roi blanc sur case noire f2 · Tour blanche sur case noire a1 · Cavalier blanc sur case blanche b1 · Fou blanc sur case noire c1 · Dame blanche sur case blanche d1 · Fou blanc sur case blanche f1 · Cavalier blanc sur case noire g1 · Cavalier noir sur case blanche h1 | Tour noire sur case blanche a8 · Cavalier noir sur case noire b8 · Fou noir sur case blanche c8 · Roi noir sur case blanche e8 · Fou noir sur case noire f8 · Cavalier noir sur case blanche g8 · Tour noire sur case noire h8 · Pion noir sur case noire a7 · Pion noir sur case blanche b7 · Pion noir sur case noire c7 · Pion noir sur case blanche d7 · Pion noir sur case blanche f7 · Pion noir sur case noire g7 · Pion noir sur case blanche h7 · Dame noire sur case blanche e4 · Pion blanc sur case blanche b3 · Pion blanc sur case blanche h3 · Pion blanc sur case blanche a2 · Pion blanc sur case blanche c2 · Pion blanc sur case noire d2 · Roi blanc sur case noire f2 · Tour blanche sur case noire a1 · Cavalier blanc sur case blanche b1 · Fou blanc sur case noire c1 · Dame blanche sur case blanche d1 · Fou blanc sur case blanche f1 · Cavalier blanc sur case noire g1 · Cavalier noir sur case blanche h1 | Tour noire sur case blanche a8 · Cavalier noir sur case noire b8 · Fou noir sur case blanche c8 · Roi noir sur case blanche e8 · Fou noir sur case noire f8 · Cavalier noir sur case blanche g8 · Tour noire sur case noire h8 · Pion noir sur case noire a7 · Pion noir sur case blanche b7 · Pion noir sur case noire c7 · Pion noir sur case blanche d7 · Pion noir sur case blanche f7 · Pion noir sur case noire g7 · Pion noir sur case blanche h7 · Dame noire sur case blanche e4 · Pion blanc sur case blanche b3 · Pion blanc sur case blanche h3 · Pion blanc sur case blanche a2 · Pion blanc sur case blanche c2 · Pion blanc sur case noire d2 · Roi blanc sur case noire f2 · Tour blanche sur case noire a1 · Cavalier blanc sur case blanche b1 · Fou blanc sur case noire c1 · Dame blanche sur case blanche d1 · Fou blanc sur case blanche f1 · Cavalier blanc sur case noire g1 · Cavalier noir sur case blanche h1 | Tour noire sur case blanche a8 · Cavalier noir sur case noire b8 · Fou noir sur case blanche c8 · Roi noir sur case blanche e8 · Fou noir sur case noire f8 · Cavalier noir sur case blanche g8 · Tour noire sur case noire h8 · Pion noir sur case noire a7 · Pion noir sur case blanche b7 · Pion noir sur case noire c7 · Pion noir sur case blanche d7 · Pion noir sur case blanche f7 · Pion noir sur case noire g7 · Pion noir sur case blanche h7 · Dame noire sur case blanche e4 · Pion blanc sur case blanche b3 · Pion blanc sur case blanche h3 · Pion blanc sur case blanche a2 · Pion blanc sur case blanche c2 · Pion blanc sur case noire d2 · Roi blanc sur case noire f2 · Tour blanche sur case noire a1 · Cavalier blanc sur case blanche b1 · Fou blanc sur case noire c1 · Dame blanche sur case blanche d1 · Fou blanc sur case blanche f1 · Cavalier blanc sur case noire g1 · Cavalier noir sur case blanche h1 | Tour noire sur case blanche a8 · Cavalier noir sur case noire b8 · Fou noir sur case blanche c8 · Roi noir sur case blanche e8 · Fou noir sur case noire f8 · Cavalier noir sur case blanche g8 · Tour noire sur case noire h8 · Pion noir sur case noire a7 · Pion noir sur case blanche b7 · Pion noir sur case noire c7 · Pion noir sur case blanche d7 · Pion noir sur case blanche f7 · Pion noir sur case noire g7 · Pion noir sur case blanche h7 · Dame noire sur case blanche e4 · Pion blanc sur case blanche b3 · Pion blanc sur case blanche h3 · Pion blanc sur case blanche a2 · Pion blanc sur case blanche c2 · Pion blanc sur case noire d2 · Roi blanc sur case noire f2 · Tour blanche sur case noire a1 · Cavalier blanc sur case blanche b1 · Fou blanc sur case noire c1 · Dame blanche sur case blanche d1 · Fou blanc sur case blanche f1 · Cavalier blanc sur case noire g1 · Cavalier noir sur case blanche h1 | 8 |
| 7 | Tour noire sur case blanche a8 · Cavalier noir sur case noire b8 · Fou noir sur case blanche c8 · Roi noir sur case blanche e8 · Fou noir sur case noire f8 · Cavalier noir sur case blanche g8 · Tour noire sur case noire h8 · Pion noir sur case noire a7 · Pion noir sur case blanche b7 · Pion noir sur case noire c7 · Pion noir sur case blanche d7 · Pion noir sur case blanche f7 · Pion noir sur case noire g7 · Pion noir sur case blanche h7 · Dame noire sur case blanche e4 · Pion blanc sur case blanche b3 · Pion blanc sur case blanche h3 · Pion blanc sur case blanche a2 · Pion blanc sur case blanche c2 · Pion blanc sur case noire d2 · Roi blanc sur case noire f2 · Tour blanche sur case noire a1 · Cavalier blanc sur case blanche b1 · Fou blanc sur case noire c1 · Dame blanche sur case blanche d1 · Fou blanc sur case blanche f1 · Cavalier blanc sur case noire g1 · Cavalier noir sur case blanche h1 | Tour noire sur case blanche a8 · Cavalier noir sur case noire b8 · Fou noir sur case blanche c8 · Roi noir sur case blanche e8 · Fou noir sur case noire f8 · Cavalier noir sur case blanche g8 · Tour noire sur case noire h8 · Pion noir sur case noire a7 · Pion noir sur case blanche b7 · Pion noir sur case noire c7 · Pion noir sur case blanche d7 · Pion noir sur case blanche f7 · Pion noir sur case noire g7 · Pion noir sur case blanche h7 · Dame noire sur case blanche e4 · Pion blanc sur case blanche b3 · Pion blanc sur case blanche h3 · Pion blanc sur case blanche a2 · Pion blanc sur case blanche c2 · Pion blanc sur case noire d2 · Roi blanc sur case noire f2 · Tour blanche sur case noire a1 · Cavalier blanc sur case blanche b1 · Fou blanc sur case noire c1 · Dame blanche sur case blanche d1 · Fou blanc sur case blanche f1 · Cavalier blanc sur case noire g1 · Cavalier noir sur case blanche h1 | Tour noire sur case blanche a8 · Cavalier noir sur case noire b8 · Fou noir sur case blanche c8 · Roi noir sur case blanche e8 · Fou noir sur case noire f8 · Cavalier noir sur case blanche g8 · Tour noire sur case noire h8 · Pion noir sur case noire a7 · Pion noir sur case blanche b7 · Pion noir sur case noire c7 · Pion noir sur case blanche d7 · Pion noir sur case blanche f7 · Pion noir sur case noire g7 · Pion noir sur case blanche h7 · Dame noire sur case blanche e4 · Pion blanc sur case blanche b3 · Pion blanc sur case blanche h3 · Pion blanc sur case blanche a2 · Pion blanc sur case blanche c2 · Pion blanc sur case noire d2 · Roi blanc sur case noire f2 · Tour blanche sur case noire a1 · Cavalier blanc sur case blanche b1 · Fou blanc sur case noire c1 · Dame blanche sur case blanche d1 · Fou blanc sur case blanche f1 · Cavalier blanc sur case noire g1 · Cavalier noir sur case blanche h1 | Tour noire sur case blanche a8 · Cavalier noir sur case noire b8 · Fou noir sur case blanche c8 · Roi noir sur case blanche e8 · Fou noir sur case noire f8 · Cavalier noir sur case blanche g8 · Tour noire sur case noire h8 · Pion noir sur case noire a7 · Pion noir sur case blanche b7 · Pion noir sur case noire c7 · Pion noir sur case blanche d7 · Pion noir sur case blanche f7 · Pion noir sur case noire g7 · Pion noir sur case blanche h7 · Dame noire sur case blanche e4 · Pion blanc sur case blanche b3 · Pion blanc sur case blanche h3 · Pion blanc sur case blanche a2 · Pion blanc sur case blanche c2 · Pion blanc sur case noire d2 · Roi blanc sur case noire f2 · Tour blanche sur case noire a1 · Cavalier blanc sur case blanche b1 · Fou blanc sur case noire c1 · Dame blanche sur case blanche d1 · Fou blanc sur case blanche f1 · Cavalier blanc sur case noire g1 · Cavalier noir sur case blanche h1 | Tour noire sur case blanche a8 · Cavalier noir sur case noire b8 · Fou noir sur case blanche c8 · Roi noir sur case blanche e8 · Fou noir sur case noire f8 · Cavalier noir sur case blanche g8 · Tour noire sur case noire h8 · Pion noir sur case noire a7 · Pion noir sur case blanche b7 · Pion noir sur case noire c7 · Pion noir sur case blanche d7 · Pion noir sur case blanche f7 · Pion noir sur case noire g7 · Pion noir sur case blanche h7 · Dame noire sur case blanche e4 · Pion blanc sur case blanche b3 · Pion blanc sur case blanche h3 · Pion blanc sur case blanche a2 · Pion blanc sur case blanche c2 · Pion blanc sur case noire d2 · Roi blanc sur case noire f2 · Tour blanche sur case noire a1 · Cavalier blanc sur case blanche b1 · Fou blanc sur case noire c1 · Dame blanche sur case blanche d1 · Fou blanc sur case blanche f1 · Cavalier blanc sur case noire g1 · Cavalier noir sur case blanche h1 | Tour noire sur case blanche a8 · Cavalier noir sur case noire b8 · Fou noir sur case blanche c8 · Roi noir sur case blanche e8 · Fou noir sur case noire f8 · Cavalier noir sur case blanche g8 · Tour noire sur case noire h8 · Pion noir sur case noire a7 · Pion noir sur case blanche b7 · Pion noir sur case noire c7 · Pion noir sur case blanche d7 · Pion noir sur case blanche f7 · Pion noir sur case noire g7 · Pion noir sur case blanche h7 · Dame noire sur case blanche e4 · Pion blanc sur case blanche b3 · Pion blanc sur case blanche h3 · Pion blanc sur case blanche a2 · Pion blanc sur case blanche c2 · Pion blanc sur case noire d2 · Roi blanc sur case noire f2 · Tour blanche sur case noire a1 · Cavalier blanc sur case blanche b1 · Fou blanc sur case noire c1 · Dame blanche sur case blanche d1 · Fou blanc sur case blanche f1 · Cavalier blanc sur case noire g1 · Cavalier noir sur case blanche h1 | Tour noire sur case blanche a8 · Cavalier noir sur case noire b8 · Fou noir sur case blanche c8 · Roi noir sur case blanche e8 · Fou noir sur case noire f8 · Cavalier noir sur case blanche g8 · Tour noire sur case noire h8 · Pion noir sur case noire a7 · Pion noir sur case blanche b7 · Pion noir sur case noire c7 · Pion noir sur case blanche d7 · Pion noir sur case blanche f7 · Pion noir sur case noire g7 · Pion noir sur case blanche h7 · Dame noire sur case blanche e4 · Pion blanc sur case blanche b3 · Pion blanc sur case blanche h3 · Pion blanc sur case blanche a2 · Pion blanc sur case blanche c2 · Pion blanc sur case noire d2 · Roi blanc sur case noire f2 · Tour blanche sur case noire a1 · Cavalier blanc sur case blanche b1 · Fou blanc sur case noire c1 · Dame blanche sur case blanche d1 · Fou blanc sur case blanche f1 · Cavalier blanc sur case noire g1 · Cavalier noir sur case blanche h1 | Tour noire sur case blanche a8 · Cavalier noir sur case noire b8 · Fou noir sur case blanche c8 · Roi noir sur case blanche e8 · Fou noir sur case noire f8 · Cavalier noir sur case blanche g8 · Tour noire sur case noire h8 · Pion noir sur case noire a7 · Pion noir sur case blanche b7 · Pion noir sur case noire c7 · Pion noir sur case blanche d7 · Pion noir sur case blanche f7 · Pion noir sur case noire g7 · Pion noir sur case blanche h7 · Dame noire sur case blanche e4 · Pion blanc sur case blanche b3 · Pion blanc sur case blanche h3 · Pion blanc sur case blanche a2 · Pion blanc sur case blanche c2 · Pion blanc sur case noire d2 · Roi blanc sur case noire f2 · Tour blanche sur case noire a1 · Cavalier blanc sur case blanche b1 · Fou blanc sur case noire c1 · Dame blanche sur case blanche d1 · Fou blanc sur case blanche f1 · Cavalier blanc sur case noire g1 · Cavalier noir sur case blanche h1 | 7 |
| 6 | Tour noire sur case blanche a8 · Cavalier noir sur case noire b8 · Fou noir sur case blanche c8 · Roi noir sur case blanche e8 · Fou noir sur case noire f8 · Cavalier noir sur case blanche g8 · Tour noire sur case noire h8 · Pion noir sur case noire a7 · Pion noir sur case blanche b7 · Pion noir sur case noire c7 · Pion noir sur case blanche d7 · Pion noir sur case blanche f7 · Pion noir sur case noire g7 · Pion noir sur case blanche h7 · Dame noire sur case blanche e4 · Pion blanc sur case blanche b3 · Pion blanc sur case blanche h3 · Pion blanc sur case blanche a2 · Pion blanc sur case blanche c2 · Pion blanc sur case noire d2 · Roi blanc sur case noire f2 · Tour blanche sur case noire a1 · Cavalier blanc sur case blanche b1 · Fou blanc sur case noire c1 · Dame blanche sur case blanche d1 · Fou blanc sur case blanche f1 · Cavalier blanc sur case noire g1 · Cavalier noir sur case blanche h1 | Tour noire sur case blanche a8 · Cavalier noir sur case noire b8 · Fou noir sur case blanche c8 · Roi noir sur case blanche e8 · Fou noir sur case noire f8 · Cavalier noir sur case blanche g8 · Tour noire sur case noire h8 · Pion noir sur case noire a7 · Pion noir sur case blanche b7 · Pion noir sur case noire c7 · Pion noir sur case blanche d7 · Pion noir sur case blanche f7 · Pion noir sur case noire g7 · Pion noir sur case blanche h7 · Dame noire sur case blanche e4 · Pion blanc sur case blanche b3 · Pion blanc sur case blanche h3 · Pion blanc sur case blanche a2 · Pion blanc sur case blanche c2 · Pion blanc sur case noire d2 · Roi blanc sur case noire f2 · Tour blanche sur case noire a1 · Cavalier blanc sur case blanche b1 · Fou blanc sur case noire c1 · Dame blanche sur case blanche d1 · Fou blanc sur case blanche f1 · Cavalier blanc sur case noire g1 · Cavalier noir sur case blanche h1 | Tour noire sur case blanche a8 · Cavalier noir sur case noire b8 · Fou noir sur case blanche c8 · Roi noir sur case blanche e8 · Fou noir sur case noire f8 · Cavalier noir sur case blanche g8 · Tour noire sur case noire h8 · Pion noir sur case noire a7 · Pion noir sur case blanche b7 · Pion noir sur case noire c7 · Pion noir sur case blanche d7 · Pion noir sur case blanche f7 · Pion noir sur case noire g7 · Pion noir sur case blanche h7 · Dame noire sur case blanche e4 · Pion blanc sur case blanche b3 · Pion blanc sur case blanche h3 · Pion blanc sur case blanche a2 · Pion blanc sur case blanche c2 · Pion blanc sur case noire d2 · Roi blanc sur case noire f2 · Tour blanche sur case noire a1 · Cavalier blanc sur case blanche b1 · Fou blanc sur case noire c1 · Dame blanche sur case blanche d1 · Fou blanc sur case blanche f1 · Cavalier blanc sur case noire g1 · Cavalier noir sur case blanche h1 | Tour noire sur case blanche a8 · Cavalier noir sur case noire b8 · Fou noir sur case blanche c8 · Roi noir sur case blanche e8 · Fou noir sur case noire f8 · Cavalier noir sur case blanche g8 · Tour noire sur case noire h8 · Pion noir sur case noire a7 · Pion noir sur case blanche b7 · Pion noir sur case noire c7 · Pion noir sur case blanche d7 · Pion noir sur case blanche f7 · Pion noir sur case noire g7 · Pion noir sur case blanche h7 · Dame noire sur case blanche e4 · Pion blanc sur case blanche b3 · Pion blanc sur case blanche h3 · Pion blanc sur case blanche a2 · Pion blanc sur case blanche c2 · Pion blanc sur case noire d2 · Roi blanc sur case noire f2 · Tour blanche sur case noire a1 · Cavalier blanc sur case blanche b1 · Fou blanc sur case noire c1 · Dame blanche sur case blanche d1 · Fou blanc sur case blanche f1 · Cavalier blanc sur case noire g1 · Cavalier noir sur case blanche h1 | Tour noire sur case blanche a8 · Cavalier noir sur case noire b8 · Fou noir sur case blanche c8 · Roi noir sur case blanche e8 · Fou noir sur case noire f8 · Cavalier noir sur case blanche g8 · Tour noire sur case noire h8 · Pion noir sur case noire a7 · Pion noir sur case blanche b7 · Pion noir sur case noire c7 · Pion noir sur case blanche d7 · Pion noir sur case blanche f7 · Pion noir sur case noire g7 · Pion noir sur case blanche h7 · Dame noire sur case blanche e4 · Pion blanc sur case blanche b3 · Pion blanc sur case blanche h3 · Pion blanc sur case blanche a2 · Pion blanc sur case blanche c2 · Pion blanc sur case noire d2 · Roi blanc sur case noire f2 · Tour blanche sur case noire a1 · Cavalier blanc sur case blanche b1 · Fou blanc sur case noire c1 · Dame blanche sur case blanche d1 · Fou blanc sur case blanche f1 · Cavalier blanc sur case noire g1 · Cavalier noir sur case blanche h1 | Tour noire sur case blanche a8 · Cavalier noir sur case noire b8 · Fou noir sur case blanche c8 · Roi noir sur case blanche e8 · Fou noir sur case noire f8 · Cavalier noir sur case blanche g8 · Tour noire sur case noire h8 · Pion noir sur case noire a7 · Pion noir sur case blanche b7 · Pion noir sur case noire c7 · Pion noir sur case blanche d7 · Pion noir sur case blanche f7 · Pion noir sur case noire g7 · Pion noir sur case blanche h7 · Dame noire sur case blanche e4 · Pion blanc sur case blanche b3 · Pion blanc sur case blanche h3 · Pion blanc sur case blanche a2 · Pion blanc sur case blanche c2 · Pion blanc sur case noire d2 · Roi blanc sur case noire f2 · Tour blanche sur case noire a1 · Cavalier blanc sur case blanche b1 · Fou blanc sur case noire c1 · Dame blanche sur case blanche d1 · Fou blanc sur case blanche f1 · Cavalier blanc sur case noire g1 · Cavalier noir sur case blanche h1 | Tour noire sur case blanche a8 · Cavalier noir sur case noire b8 · Fou noir sur case blanche c8 · Roi noir sur case blanche e8 · Fou noir sur case noire f8 · Cavalier noir sur case blanche g8 · Tour noire sur case noire h8 · Pion noir sur case noire a7 · Pion noir sur case blanche b7 · Pion noir sur case noire c7 · Pion noir sur case blanche d7 · Pion noir sur case blanche f7 · Pion noir sur case noire g7 · Pion noir sur case blanche h7 · Dame noire sur case blanche e4 · Pion blanc sur case blanche b3 · Pion blanc sur case blanche h3 · Pion blanc sur case blanche a2 · Pion blanc sur case blanche c2 · Pion blanc sur case noire d2 · Roi blanc sur case noire f2 · Tour blanche sur case noire a1 · Cavalier blanc sur case blanche b1 · Fou blanc sur case noire c1 · Dame blanche sur case blanche d1 · Fou blanc sur case blanche f1 · Cavalier blanc sur case noire g1 · Cavalier noir sur case blanche h1 | Tour noire sur case blanche a8 · Cavalier noir sur case noire b8 · Fou noir sur case blanche c8 · Roi noir sur case blanche e8 · Fou noir sur case noire f8 · Cavalier noir sur case blanche g8 · Tour noire sur case noire h8 · Pion noir sur case noire a7 · Pion noir sur case blanche b7 · Pion noir sur case noire c7 · Pion noir sur case blanche d7 · Pion noir sur case blanche f7 · Pion noir sur case noire g7 · Pion noir sur case blanche h7 · Dame noire sur case blanche e4 · Pion blanc sur case blanche b3 · Pion blanc sur case blanche h3 · Pion blanc sur case blanche a2 · Pion blanc sur case blanche c2 · Pion blanc sur case noire d2 · Roi blanc sur case noire f2 · Tour blanche sur case noire a1 · Cavalier blanc sur case blanche b1 · Fou blanc sur case noire c1 · Dame blanche sur case blanche d1 · Fou blanc sur case blanche f1 · Cavalier blanc sur case noire g1 · Cavalier noir sur case blanche h1 | 6 |
| 5 | Tour noire sur case blanche a8 · Cavalier noir sur case noire b8 · Fou noir sur case blanche c8 · Roi noir sur case blanche e8 · Fou noir sur case noire f8 · Cavalier noir sur case blanche g8 · Tour noire sur case noire h8 · Pion noir sur case noire a7 · Pion noir sur case blanche b7 · Pion noir sur case noire c7 · Pion noir sur case blanche d7 · Pion noir sur case blanche f7 · Pion noir sur case noire g7 · Pion noir sur case blanche h7 · Dame noire sur case blanche e4 · Pion blanc sur case blanche b3 · Pion blanc sur case blanche h3 · Pion blanc sur case blanche a2 · Pion blanc sur case blanche c2 · Pion blanc sur case noire d2 · Roi blanc sur case noire f2 · Tour blanche sur case noire a1 · Cavalier blanc sur case blanche b1 · Fou blanc sur case noire c1 · Dame blanche sur case blanche d1 · Fou blanc sur case blanche f1 · Cavalier blanc sur case noire g1 · Cavalier noir sur case blanche h1 | Tour noire sur case blanche a8 · Cavalier noir sur case noire b8 · Fou noir sur case blanche c8 · Roi noir sur case blanche e8 · Fou noir sur case noire f8 · Cavalier noir sur case blanche g8 · Tour noire sur case noire h8 · Pion noir sur case noire a7 · Pion noir sur case blanche b7 · Pion noir sur case noire c7 · Pion noir sur case blanche d7 · Pion noir sur case blanche f7 · Pion noir sur case noire g7 · Pion noir sur case blanche h7 · Dame noire sur case blanche e4 · Pion blanc sur case blanche b3 · Pion blanc sur case blanche h3 · Pion blanc sur case blanche a2 · Pion blanc sur case blanche c2 · Pion blanc sur case noire d2 · Roi blanc sur case noire f2 · Tour blanche sur case noire a1 · Cavalier blanc sur case blanche b1 · Fou blanc sur case noire c1 · Dame blanche sur case blanche d1 · Fou blanc sur case blanche f1 · Cavalier blanc sur case noire g1 · Cavalier noir sur case blanche h1 | Tour noire sur case blanche a8 · Cavalier noir sur case noire b8 · Fou noir sur case blanche c8 · Roi noir sur case blanche e8 · Fou noir sur case noire f8 · Cavalier noir sur case blanche g8 · Tour noire sur case noire h8 · Pion noir sur case noire a7 · Pion noir sur case blanche b7 · Pion noir sur case noire c7 · Pion noir sur case blanche d7 · Pion noir sur case blanche f7 · Pion noir sur case noire g7 · Pion noir sur case blanche h7 · Dame noire sur case blanche e4 · Pion blanc sur case blanche b3 · Pion blanc sur case blanche h3 · Pion blanc sur case blanche a2 · Pion blanc sur case blanche c2 · Pion blanc sur case noire d2 · Roi blanc sur case noire f2 · Tour blanche sur case noire a1 · Cavalier blanc sur case blanche b1 · Fou blanc sur case noire c1 · Dame blanche sur case blanche d1 · Fou blanc sur case blanche f1 · Cavalier blanc sur case noire g1 · Cavalier noir sur case blanche h1 | Tour noire sur case blanche a8 · Cavalier noir sur case noire b8 · Fou noir sur case blanche c8 · Roi noir sur case blanche e8 · Fou noir sur case noire f8 · Cavalier noir sur case blanche g8 · Tour noire sur case noire h8 · Pion noir sur case noire a7 · Pion noir sur case blanche b7 · Pion noir sur case noire c7 · Pion noir sur case blanche d7 · Pion noir sur case blanche f7 · Pion noir sur case noire g7 · Pion noir sur case blanche h7 · Dame noire sur case blanche e4 · Pion blanc sur case blanche b3 · Pion blanc sur case blanche h3 · Pion blanc sur case blanche a2 · Pion blanc sur case blanche c2 · Pion blanc sur case noire d2 · Roi blanc sur case noire f2 · Tour blanche sur case noire a1 · Cavalier blanc sur case blanche b1 · Fou blanc sur case noire c1 · Dame blanche sur case blanche d1 · Fou blanc sur case blanche f1 · Cavalier blanc sur case noire g1 · Cavalier noir sur case blanche h1 | Tour noire sur case blanche a8 · Cavalier noir sur case noire b8 · Fou noir sur case blanche c8 · Roi noir sur case blanche e8 · Fou noir sur case noire f8 · Cavalier noir sur case blanche g8 · Tour noire sur case noire h8 · Pion noir sur case noire a7 · Pion noir sur case blanche b7 · Pion noir sur case noire c7 · Pion noir sur case blanche d7 · Pion noir sur case blanche f7 · Pion noir sur case noire g7 · Pion noir sur case blanche h7 · Dame noire sur case blanche e4 · Pion blanc sur case blanche b3 · Pion blanc sur case blanche h3 · Pion blanc sur case blanche a2 · Pion blanc sur case blanche c2 · Pion blanc sur case noire d2 · Roi blanc sur case noire f2 · Tour blanche sur case noire a1 · Cavalier blanc sur case blanche b1 · Fou blanc sur case noire c1 · Dame blanche sur case blanche d1 · Fou blanc sur case blanche f1 · Cavalier blanc sur case noire g1 · Cavalier noir sur case blanche h1 | Tour noire sur case blanche a8 · Cavalier noir sur case noire b8 · Fou noir sur case blanche c8 · Roi noir sur case blanche e8 · Fou noir sur case noire f8 · Cavalier noir sur case blanche g8 · Tour noire sur case noire h8 · Pion noir sur case noire a7 · Pion noir sur case blanche b7 · Pion noir sur case noire c7 · Pion noir sur case blanche d7 · Pion noir sur case blanche f7 · Pion noir sur case noire g7 · Pion noir sur case blanche h7 · Dame noire sur case blanche e4 · Pion blanc sur case blanche b3 · Pion blanc sur case blanche h3 · Pion blanc sur case blanche a2 · Pion blanc sur case blanche c2 · Pion blanc sur case noire d2 · Roi blanc sur case noire f2 · Tour blanche sur case noire a1 · Cavalier blanc sur case blanche b1 · Fou blanc sur case noire c1 · Dame blanche sur case blanche d1 · Fou blanc sur case blanche f1 · Cavalier blanc sur case noire g1 · Cavalier noir sur case blanche h1 | Tour noire sur case blanche a8 · Cavalier noir sur case noire b8 · Fou noir sur case blanche c8 · Roi noir sur case blanche e8 · Fou noir sur case noire f8 · Cavalier noir sur case blanche g8 · Tour noire sur case noire h8 · Pion noir sur case noire a7 · Pion noir sur case blanche b7 · Pion noir sur case noire c7 · Pion noir sur case blanche d7 · Pion noir sur case blanche f7 · Pion noir sur case noire g7 · Pion noir sur case blanche h7 · Dame noire sur case blanche e4 · Pion blanc sur case blanche b3 · Pion blanc sur case blanche h3 · Pion blanc sur case blanche a2 · Pion blanc sur case blanche c2 · Pion blanc sur case noire d2 · Roi blanc sur case noire f2 · Tour blanche sur case noire a1 · Cavalier blanc sur case blanche b1 · Fou blanc sur case noire c1 · Dame blanche sur case blanche d1 · Fou blanc sur case blanche f1 · Cavalier blanc sur case noire g1 · Cavalier noir sur case blanche h1 | Tour noire sur case blanche a8 · Cavalier noir sur case noire b8 · Fou noir sur case blanche c8 · Roi noir sur case blanche e8 · Fou noir sur case noire f8 · Cavalier noir sur case blanche g8 · Tour noire sur case noire h8 · Pion noir sur case noire a7 · Pion noir sur case blanche b7 · Pion noir sur case noire c7 · Pion noir sur case blanche d7 · Pion noir sur case blanche f7 · Pion noir sur case noire g7 · Pion noir sur case blanche h7 · Dame noire sur case blanche e4 · Pion blanc sur case blanche b3 · Pion blanc sur case blanche h3 · Pion blanc sur case blanche a2 · Pion blanc sur case blanche c2 · Pion blanc sur case noire d2 · Roi blanc sur case noire f2 · Tour blanche sur case noire a1 · Cavalier blanc sur case blanche b1 · Fou blanc sur case noire c1 · Dame blanche sur case blanche d1 · Fou blanc sur case blanche f1 · Cavalier blanc sur case noire g1 · Cavalier noir sur case blanche h1 | 5 |
| 4 | Tour noire sur case blanche a8 · Cavalier noir sur case noire b8 · Fou noir sur case blanche c8 · Roi noir sur case blanche e8 · Fou noir sur case noire f8 · Cavalier noir sur case blanche g8 · Tour noire sur case noire h8 · Pion noir sur case noire a7 · Pion noir sur case blanche b7 · Pion noir sur case noire c7 · Pion noir sur case blanche d7 · Pion noir sur case blanche f7 · Pion noir sur case noire g7 · Pion noir sur case blanche h7 · Dame noire sur case blanche e4 · Pion blanc sur case blanche b3 · Pion blanc sur case blanche h3 · Pion blanc sur case blanche a2 · Pion blanc sur case blanche c2 · Pion blanc sur case noire d2 · Roi blanc sur case noire f2 · Tour blanche sur case noire a1 · Cavalier blanc sur case blanche b1 · Fou blanc sur case noire c1 · Dame blanche sur case blanche d1 · Fou blanc sur case blanche f1 · Cavalier blanc sur case noire g1 · Cavalier noir sur case blanche h1 | Tour noire sur case blanche a8 · Cavalier noir sur case noire b8 · Fou noir sur case blanche c8 · Roi noir sur case blanche e8 · Fou noir sur case noire f8 · Cavalier noir sur case blanche g8 · Tour noire sur case noire h8 · Pion noir sur case noire a7 · Pion noir sur case blanche b7 · Pion noir sur case noire c7 · Pion noir sur case blanche d7 · Pion noir sur case blanche f7 · Pion noir sur case noire g7 · Pion noir sur case blanche h7 · Dame noire sur case blanche e4 · Pion blanc sur case blanche b3 · Pion blanc sur case blanche h3 · Pion blanc sur case blanche a2 · Pion blanc sur case blanche c2 · Pion blanc sur case noire d2 · Roi blanc sur case noire f2 · Tour blanche sur case noire a1 · Cavalier blanc sur case blanche b1 · Fou blanc sur case noire c1 · Dame blanche sur case blanche d1 · Fou blanc sur case blanche f1 · Cavalier blanc sur case noire g1 · Cavalier noir sur case blanche h1 | Tour noire sur case blanche a8 · Cavalier noir sur case noire b8 · Fou noir sur case blanche c8 · Roi noir sur case blanche e8 · Fou noir sur case noire f8 · Cavalier noir sur case blanche g8 · Tour noire sur case noire h8 · Pion noir sur case noire a7 · Pion noir sur case blanche b7 · Pion noir sur case noire c7 · Pion noir sur case blanche d7 · Pion noir sur case blanche f7 · Pion noir sur case noire g7 · Pion noir sur case blanche h7 · Dame noire sur case blanche e4 · Pion blanc sur case blanche b3 · Pion blanc sur case blanche h3 · Pion blanc sur case blanche a2 · Pion blanc sur case blanche c2 · Pion blanc sur case noire d2 · Roi blanc sur case noire f2 · Tour blanche sur case noire a1 · Cavalier blanc sur case blanche b1 · Fou blanc sur case noire c1 · Dame blanche sur case blanche d1 · Fou blanc sur case blanche f1 · Cavalier blanc sur case noire g1 · Cavalier noir sur case blanche h1 | Tour noire sur case blanche a8 · Cavalier noir sur case noire b8 · Fou noir sur case blanche c8 · Roi noir sur case blanche e8 · Fou noir sur case noire f8 · Cavalier noir sur case blanche g8 · Tour noire sur case noire h8 · Pion noir sur case noire a7 · Pion noir sur case blanche b7 · Pion noir sur case noire c7 · Pion noir sur case blanche d7 · Pion noir sur case blanche f7 · Pion noir sur case noire g7 · Pion noir sur case blanche h7 · Dame noire sur case blanche e4 · Pion blanc sur case blanche b3 · Pion blanc sur case blanche h3 · Pion blanc sur case blanche a2 · Pion blanc sur case blanche c2 · Pion blanc sur case noire d2 · Roi blanc sur case noire f2 · Tour blanche sur case noire a1 · Cavalier blanc sur case blanche b1 · Fou blanc sur case noire c1 · Dame blanche sur case blanche d1 · Fou blanc sur case blanche f1 · Cavalier blanc sur case noire g1 · Cavalier noir sur case blanche h1 | Tour noire sur case blanche a8 · Cavalier noir sur case noire b8 · Fou noir sur case blanche c8 · Roi noir sur case blanche e8 · Fou noir sur case noire f8 · Cavalier noir sur case blanche g8 · Tour noire sur case noire h8 · Pion noir sur case noire a7 · Pion noir sur case blanche b7 · Pion noir sur case noire c7 · Pion noir sur case blanche d7 · Pion noir sur case blanche f7 · Pion noir sur case noire g7 · Pion noir sur case blanche h7 · Dame noire sur case blanche e4 · Pion blanc sur case blanche b3 · Pion blanc sur case blanche h3 · Pion blanc sur case blanche a2 · Pion blanc sur case blanche c2 · Pion blanc sur case noire d2 · Roi blanc sur case noire f2 · Tour blanche sur case noire a1 · Cavalier blanc sur case blanche b1 · Fou blanc sur case noire c1 · Dame blanche sur case blanche d1 · Fou blanc sur case blanche f1 · Cavalier blanc sur case noire g1 · Cavalier noir sur case blanche h1 | Tour noire sur case blanche a8 · Cavalier noir sur case noire b8 · Fou noir sur case blanche c8 · Roi noir sur case blanche e8 · Fou noir sur case noire f8 · Cavalier noir sur case blanche g8 · Tour noire sur case noire h8 · Pion noir sur case noire a7 · Pion noir sur case blanche b7 · Pion noir sur case noire c7 · Pion noir sur case blanche d7 · Pion noir sur case blanche f7 · Pion noir sur case noire g7 · Pion noir sur case blanche h7 · Dame noire sur case blanche e4 · Pion blanc sur case blanche b3 · Pion blanc sur case blanche h3 · Pion blanc sur case blanche a2 · Pion blanc sur case blanche c2 · Pion blanc sur case noire d2 · Roi blanc sur case noire f2 · Tour blanche sur case noire a1 · Cavalier blanc sur case blanche b1 · Fou blanc sur case noire c1 · Dame blanche sur case blanche d1 · Fou blanc sur case blanche f1 · Cavalier blanc sur case noire g1 · Cavalier noir sur case blanche h1 | Tour noire sur case blanche a8 · Cavalier noir sur case noire b8 · Fou noir sur case blanche c8 · Roi noir sur case blanche e8 · Fou noir sur case noire f8 · Cavalier noir sur case blanche g8 · Tour noire sur case noire h8 · Pion noir sur case noire a7 · Pion noir sur case blanche b7 · Pion noir sur case noire c7 · Pion noir sur case blanche d7 · Pion noir sur case blanche f7 · Pion noir sur case noire g7 · Pion noir sur case blanche h7 · Dame noire sur case blanche e4 · Pion blanc sur case blanche b3 · Pion blanc sur case blanche h3 · Pion blanc sur case blanche a2 · Pion blanc sur case blanche c2 · Pion blanc sur case noire d2 · Roi blanc sur case noire f2 · Tour blanche sur case noire a1 · Cavalier blanc sur case blanche b1 · Fou blanc sur case noire c1 · Dame blanche sur case blanche d1 · Fou blanc sur case blanche f1 · Cavalier blanc sur case noire g1 · Cavalier noir sur case blanche h1 | Tour noire sur case blanche a8 · Cavalier noir sur case noire b8 · Fou noir sur case blanche c8 · Roi noir sur case blanche e8 · Fou noir sur case noire f8 · Cavalier noir sur case blanche g8 · Tour noire sur case noire h8 · Pion noir sur case noire a7 · Pion noir sur case blanche b7 · Pion noir sur case noire c7 · Pion noir sur case blanche d7 · Pion noir sur case blanche f7 · Pion noir sur case noire g7 · Pion noir sur case blanche h7 · Dame noire sur case blanche e4 · Pion blanc sur case blanche b3 · Pion blanc sur case blanche h3 · Pion blanc sur case blanche a2 · Pion blanc sur case blanche c2 · Pion blanc sur case noire d2 · Roi blanc sur case noire f2 · Tour blanche sur case noire a1 · Cavalier blanc sur case blanche b1 · Fou blanc sur case noire c1 · Dame blanche sur case blanche d1 · Fou blanc sur case blanche f1 · Cavalier blanc sur case noire g1 · Cavalier noir sur case blanche h1 | 4 |
| 3 | Tour noire sur case blanche a8 · Cavalier noir sur case noire b8 · Fou noir sur case blanche c8 · Roi noir sur case blanche e8 · Fou noir sur case noire f8 · Cavalier noir sur case blanche g8 · Tour noire sur case noire h8 · Pion noir sur case noire a7 · Pion noir sur case blanche b7 · Pion noir sur case noire c7 · Pion noir sur case blanche d7 · Pion noir sur case blanche f7 · Pion noir sur case noire g7 · Pion noir sur case blanche h7 · Dame noire sur case blanche e4 · Pion blanc sur case blanche b3 · Pion blanc sur case blanche h3 · Pion blanc sur case blanche a2 · Pion blanc sur case blanche c2 · Pion blanc sur case noire d2 · Roi blanc sur case noire f2 · Tour blanche sur case noire a1 · Cavalier blanc sur case blanche b1 · Fou blanc sur case noire c1 · Dame blanche sur case blanche d1 · Fou blanc sur case blanche f1 · Cavalier blanc sur case noire g1 · Cavalier noir sur case blanche h1 | Tour noire sur case blanche a8 · Cavalier noir sur case noire b8 · Fou noir sur case blanche c8 · Roi noir sur case blanche e8 · Fou noir sur case noire f8 · Cavalier noir sur case blanche g8 · Tour noire sur case noire h8 · Pion noir sur case noire a7 · Pion noir sur case blanche b7 · Pion noir sur case noire c7 · Pion noir sur case blanche d7 · Pion noir sur case blanche f7 · Pion noir sur case noire g7 · Pion noir sur case blanche h7 · Dame noire sur case blanche e4 · Pion blanc sur case blanche b3 · Pion blanc sur case blanche h3 · Pion blanc sur case blanche a2 · Pion blanc sur case blanche c2 · Pion blanc sur case noire d2 · Roi blanc sur case noire f2 · Tour blanche sur case noire a1 · Cavalier blanc sur case blanche b1 · Fou blanc sur case noire c1 · Dame blanche sur case blanche d1 · Fou blanc sur case blanche f1 · Cavalier blanc sur case noire g1 · Cavalier noir sur case blanche h1 | Tour noire sur case blanche a8 · Cavalier noir sur case noire b8 · Fou noir sur case blanche c8 · Roi noir sur case blanche e8 · Fou noir sur case noire f8 · Cavalier noir sur case blanche g8 · Tour noire sur case noire h8 · Pion noir sur case noire a7 · Pion noir sur case blanche b7 · Pion noir sur case noire c7 · Pion noir sur case blanche d7 · Pion noir sur case blanche f7 · Pion noir sur case noire g7 · Pion noir sur case blanche h7 · Dame noire sur case blanche e4 · Pion blanc sur case blanche b3 · Pion blanc sur case blanche h3 · Pion blanc sur case blanche a2 · Pion blanc sur case blanche c2 · Pion blanc sur case noire d2 · Roi blanc sur case noire f2 · Tour blanche sur case noire a1 · Cavalier blanc sur case blanche b1 · Fou blanc sur case noire c1 · Dame blanche sur case blanche d1 · Fou blanc sur case blanche f1 · Cavalier blanc sur case noire g1 · Cavalier noir sur case blanche h1 | Tour noire sur case blanche a8 · Cavalier noir sur case noire b8 · Fou noir sur case blanche c8 · Roi noir sur case blanche e8 · Fou noir sur case noire f8 · Cavalier noir sur case blanche g8 · Tour noire sur case noire h8 · Pion noir sur case noire a7 · Pion noir sur case blanche b7 · Pion noir sur case noire c7 · Pion noir sur case blanche d7 · Pion noir sur case blanche f7 · Pion noir sur case noire g7 · Pion noir sur case blanche h7 · Dame noire sur case blanche e4 · Pion blanc sur case blanche b3 · Pion blanc sur case blanche h3 · Pion blanc sur case blanche a2 · Pion blanc sur case blanche c2 · Pion blanc sur case noire d2 · Roi blanc sur case noire f2 · Tour blanche sur case noire a1 · Cavalier blanc sur case blanche b1 · Fou blanc sur case noire c1 · Dame blanche sur case blanche d1 · Fou blanc sur case blanche f1 · Cavalier blanc sur case noire g1 · Cavalier noir sur case blanche h1 | Tour noire sur case blanche a8 · Cavalier noir sur case noire b8 · Fou noir sur case blanche c8 · Roi noir sur case blanche e8 · Fou noir sur case noire f8 · Cavalier noir sur case blanche g8 · Tour noire sur case noire h8 · Pion noir sur case noire a7 · Pion noir sur case blanche b7 · Pion noir sur case noire c7 · Pion noir sur case blanche d7 · Pion noir sur case blanche f7 · Pion noir sur case noire g7 · Pion noir sur case blanche h7 · Dame noire sur case blanche e4 · Pion blanc sur case blanche b3 · Pion blanc sur case blanche h3 · Pion blanc sur case blanche a2 · Pion blanc sur case blanche c2 · Pion blanc sur case noire d2 · Roi blanc sur case noire f2 · Tour blanche sur case noire a1 · Cavalier blanc sur case blanche b1 · Fou blanc sur case noire c1 · Dame blanche sur case blanche d1 · Fou blanc sur case blanche f1 · Cavalier blanc sur case noire g1 · Cavalier noir sur case blanche h1 | Tour noire sur case blanche a8 · Cavalier noir sur case noire b8 · Fou noir sur case blanche c8 · Roi noir sur case blanche e8 · Fou noir sur case noire f8 · Cavalier noir sur case blanche g8 · Tour noire sur case noire h8 · Pion noir sur case noire a7 · Pion noir sur case blanche b7 · Pion noir sur case noire c7 · Pion noir sur case blanche d7 · Pion noir sur case blanche f7 · Pion noir sur case noire g7 · Pion noir sur case blanche h7 · Dame noire sur case blanche e4 · Pion blanc sur case blanche b3 · Pion blanc sur case blanche h3 · Pion blanc sur case blanche a2 · Pion blanc sur case blanche c2 · Pion blanc sur case noire d2 · Roi blanc sur case noire f2 · Tour blanche sur case noire a1 · Cavalier blanc sur case blanche b1 · Fou blanc sur case noire c1 · Dame blanche sur case blanche d1 · Fou blanc sur case blanche f1 · Cavalier blanc sur case noire g1 · Cavalier noir sur case blanche h1 | Tour noire sur case blanche a8 · Cavalier noir sur case noire b8 · Fou noir sur case blanche c8 · Roi noir sur case blanche e8 · Fou noir sur case noire f8 · Cavalier noir sur case blanche g8 · Tour noire sur case noire h8 · Pion noir sur case noire a7 · Pion noir sur case blanche b7 · Pion noir sur case noire c7 · Pion noir sur case blanche d7 · Pion noir sur case blanche f7 · Pion noir sur case noire g7 · Pion noir sur case blanche h7 · Dame noire sur case blanche e4 · Pion blanc sur case blanche b3 · Pion blanc sur case blanche h3 · Pion blanc sur case blanche a2 · Pion blanc sur case blanche c2 · Pion blanc sur case noire d2 · Roi blanc sur case noire f2 · Tour blanche sur case noire a1 · Cavalier blanc sur case blanche b1 · Fou blanc sur case noire c1 · Dame blanche sur case blanche d1 · Fou blanc sur case blanche f1 · Cavalier blanc sur case noire g1 · Cavalier noir sur case blanche h1 | Tour noire sur case blanche a8 · Cavalier noir sur case noire b8 · Fou noir sur case blanche c8 · Roi noir sur case blanche e8 · Fou noir sur case noire f8 · Cavalier noir sur case blanche g8 · Tour noire sur case noire h8 · Pion noir sur case noire a7 · Pion noir sur case blanche b7 · Pion noir sur case noire c7 · Pion noir sur case blanche d7 · Pion noir sur case blanche f7 · Pion noir sur case noire g7 · Pion noir sur case blanche h7 · Dame noire sur case blanche e4 · Pion blanc sur case blanche b3 · Pion blanc sur case blanche h3 · Pion blanc sur case blanche a2 · Pion blanc sur case blanche c2 · Pion blanc sur case noire d2 · Roi blanc sur case noire f2 · Tour blanche sur case noire a1 · Cavalier blanc sur case blanche b1 · Fou blanc sur case noire c1 · Dame blanche sur case blanche d1 · Fou blanc sur case blanche f1 · Cavalier blanc sur case noire g1 · Cavalier noir sur case blanche h1 | 3 |
| 2 | Tour noire sur case blanche a8 · Cavalier noir sur case noire b8 · Fou noir sur case blanche c8 · Roi noir sur case blanche e8 · Fou noir sur case noire f8 · Cavalier noir sur case blanche g8 · Tour noire sur case noire h8 · Pion noir sur case noire a7 · Pion noir sur case blanche b7 · Pion noir sur case noire c7 · Pion noir sur case blanche d7 · Pion noir sur case blanche f7 · Pion noir sur case noire g7 · Pion noir sur case blanche h7 · Dame noire sur case blanche e4 · Pion blanc sur case blanche b3 · Pion blanc sur case blanche h3 · Pion blanc sur case blanche a2 · Pion blanc sur case blanche c2 · Pion blanc sur case noire d2 · Roi blanc sur case noire f2 · Tour blanche sur case noire a1 · Cavalier blanc sur case blanche b1 · Fou blanc sur case noire c1 · Dame blanche sur case blanche d1 · Fou blanc sur case blanche f1 · Cavalier blanc sur case noire g1 · Cavalier noir sur case blanche h1 | Tour noire sur case blanche a8 · Cavalier noir sur case noire b8 · Fou noir sur case blanche c8 · Roi noir sur case blanche e8 · Fou noir sur case noire f8 · Cavalier noir sur case blanche g8 · Tour noire sur case noire h8 · Pion noir sur case noire a7 · Pion noir sur case blanche b7 · Pion noir sur case noire c7 · Pion noir sur case blanche d7 · Pion noir sur case blanche f7 · Pion noir sur case noire g7 · Pion noir sur case blanche h7 · Dame noire sur case blanche e4 · Pion blanc sur case blanche b3 · Pion blanc sur case blanche h3 · Pion blanc sur case blanche a2 · Pion blanc sur case blanche c2 · Pion blanc sur case noire d2 · Roi blanc sur case noire f2 · Tour blanche sur case noire a1 · Cavalier blanc sur case blanche b1 · Fou blanc sur case noire c1 · Dame blanche sur case blanche d1 · Fou blanc sur case blanche f1 · Cavalier blanc sur case noire g1 · Cavalier noir sur case blanche h1 | Tour noire sur case blanche a8 · Cavalier noir sur case noire b8 · Fou noir sur case blanche c8 · Roi noir sur case blanche e8 · Fou noir sur case noire f8 · Cavalier noir sur case blanche g8 · Tour noire sur case noire h8 · Pion noir sur case noire a7 · Pion noir sur case blanche b7 · Pion noir sur case noire c7 · Pion noir sur case blanche d7 · Pion noir sur case blanche f7 · Pion noir sur case noire g7 · Pion noir sur case blanche h7 · Dame noire sur case blanche e4 · Pion blanc sur case blanche b3 · Pion blanc sur case blanche h3 · Pion blanc sur case blanche a2 · Pion blanc sur case blanche c2 · Pion blanc sur case noire d2 · Roi blanc sur case noire f2 · Tour blanche sur case noire a1 · Cavalier blanc sur case blanche b1 · Fou blanc sur case noire c1 · Dame blanche sur case blanche d1 · Fou blanc sur case blanche f1 · Cavalier blanc sur case noire g1 · Cavalier noir sur case blanche h1 | Tour noire sur case blanche a8 · Cavalier noir sur case noire b8 · Fou noir sur case blanche c8 · Roi noir sur case blanche e8 · Fou noir sur case noire f8 · Cavalier noir sur case blanche g8 · Tour noire sur case noire h8 · Pion noir sur case noire a7 · Pion noir sur case blanche b7 · Pion noir sur case noire c7 · Pion noir sur case blanche d7 · Pion noir sur case blanche f7 · Pion noir sur case noire g7 · Pion noir sur case blanche h7 · Dame noire sur case blanche e4 · Pion blanc sur case blanche b3 · Pion blanc sur case blanche h3 · Pion blanc sur case blanche a2 · Pion blanc sur case blanche c2 · Pion blanc sur case noire d2 · Roi blanc sur case noire f2 · Tour blanche sur case noire a1 · Cavalier blanc sur case blanche b1 · Fou blanc sur case noire c1 · Dame blanche sur case blanche d1 · Fou blanc sur case blanche f1 · Cavalier blanc sur case noire g1 · Cavalier noir sur case blanche h1 | Tour noire sur case blanche a8 · Cavalier noir sur case noire b8 · Fou noir sur case blanche c8 · Roi noir sur case blanche e8 · Fou noir sur case noire f8 · Cavalier noir sur case blanche g8 · Tour noire sur case noire h8 · Pion noir sur case noire a7 · Pion noir sur case blanche b7 · Pion noir sur case noire c7 · Pion noir sur case blanche d7 · Pion noir sur case blanche f7 · Pion noir sur case noire g7 · Pion noir sur case blanche h7 · Dame noire sur case blanche e4 · Pion blanc sur case blanche b3 · Pion blanc sur case blanche h3 · Pion blanc sur case blanche a2 · Pion blanc sur case blanche c2 · Pion blanc sur case noire d2 · Roi blanc sur case noire f2 · Tour blanche sur case noire a1 · Cavalier blanc sur case blanche b1 · Fou blanc sur case noire c1 · Dame blanche sur case blanche d1 · Fou blanc sur case blanche f1 · Cavalier blanc sur case noire g1 · Cavalier noir sur case blanche h1 | Tour noire sur case blanche a8 · Cavalier noir sur case noire b8 · Fou noir sur case blanche c8 · Roi noir sur case blanche e8 · Fou noir sur case noire f8 · Cavalier noir sur case blanche g8 · Tour noire sur case noire h8 · Pion noir sur case noire a7 · Pion noir sur case blanche b7 · Pion noir sur case noire c7 · Pion noir sur case blanche d7 · Pion noir sur case blanche f7 · Pion noir sur case noire g7 · Pion noir sur case blanche h7 · Dame noire sur case blanche e4 · Pion blanc sur case blanche b3 · Pion blanc sur case blanche h3 · Pion blanc sur case blanche a2 · Pion blanc sur case blanche c2 · Pion blanc sur case noire d2 · Roi blanc sur case noire f2 · Tour blanche sur case noire a1 · Cavalier blanc sur case blanche b1 · Fou blanc sur case noire c1 · Dame blanche sur case blanche d1 · Fou blanc sur case blanche f1 · Cavalier blanc sur case noire g1 · Cavalier noir sur case blanche h1 | Tour noire sur case blanche a8 · Cavalier noir sur case noire b8 · Fou noir sur case blanche c8 · Roi noir sur case blanche e8 · Fou noir sur case noire f8 · Cavalier noir sur case blanche g8 · Tour noire sur case noire h8 · Pion noir sur case noire a7 · Pion noir sur case blanche b7 · Pion noir sur case noire c7 · Pion noir sur case blanche d7 · Pion noir sur case blanche f7 · Pion noir sur case noire g7 · Pion noir sur case blanche h7 · Dame noire sur case blanche e4 · Pion blanc sur case blanche b3 · Pion blanc sur case blanche h3 · Pion blanc sur case blanche a2 · Pion blanc sur case blanche c2 · Pion blanc sur case noire d2 · Roi blanc sur case noire f2 · Tour blanche sur case noire a1 · Cavalier blanc sur case blanche b1 · Fou blanc sur case noire c1 · Dame blanche sur case blanche d1 · Fou blanc sur case blanche f1 · Cavalier blanc sur case noire g1 · Cavalier noir sur case blanche h1 | Tour noire sur case blanche a8 · Cavalier noir sur case noire b8 · Fou noir sur case blanche c8 · Roi noir sur case blanche e8 · Fou noir sur case noire f8 · Cavalier noir sur case blanche g8 · Tour noire sur case noire h8 · Pion noir sur case noire a7 · Pion noir sur case blanche b7 · Pion noir sur case noire c7 · Pion noir sur case blanche d7 · Pion noir sur case blanche f7 · Pion noir sur case noire g7 · Pion noir sur case blanche h7 · Dame noire sur case blanche e4 · Pion blanc sur case blanche b3 · Pion blanc sur case blanche h3 · Pion blanc sur case blanche a2 · Pion blanc sur case blanche c2 · Pion blanc sur case noire d2 · Roi blanc sur case noire f2 · Tour blanche sur case noire a1 · Cavalier blanc sur case blanche b1 · Fou blanc sur case noire c1 · Dame blanche sur case blanche d1 · Fou blanc sur case blanche f1 · Cavalier blanc sur case noire g1 · Cavalier noir sur case blanche h1 | 2 |
| 1 | Tour noire sur case blanche a8 · Cavalier noir sur case noire b8 · Fou noir sur case blanche c8 · Roi noir sur case blanche e8 · Fou noir sur case noire f8 · Cavalier noir sur case blanche g8 · Tour noire sur case noire h8 · Pion noir sur case noire a7 · Pion noir sur case blanche b7 · Pion noir sur case noire c7 · Pion noir sur case blanche d7 · Pion noir sur case blanche f7 · Pion noir sur case noire g7 · Pion noir sur case blanche h7 · Dame noire sur case blanche e4 · Pion blanc sur case blanche b3 · Pion blanc sur case blanche h3 · Pion blanc sur case blanche a2 · Pion blanc sur case blanche c2 · Pion blanc sur case noire d2 · Roi blanc sur case noire f2 · Tour blanche sur case noire a1 · Cavalier blanc sur case blanche b1 · Fou blanc sur case noire c1 · Dame blanche sur case blanche d1 · Fou blanc sur case blanche f1 · Cavalier blanc sur case noire g1 · Cavalier noir sur case blanche h1 | Tour noire sur case blanche a8 · Cavalier noir sur case noire b8 · Fou noir sur case blanche c8 · Roi noir sur case blanche e8 · Fou noir sur case noire f8 · Cavalier noir sur case blanche g8 · Tour noire sur case noire h8 · Pion noir sur case noire a7 · Pion noir sur case blanche b7 · Pion noir sur case noire c7 · Pion noir sur case blanche d7 · Pion noir sur case blanche f7 · Pion noir sur case noire g7 · Pion noir sur case blanche h7 · Dame noire sur case blanche e4 · Pion blanc sur case blanche b3 · Pion blanc sur case blanche h3 · Pion blanc sur case blanche a2 · Pion blanc sur case blanche c2 · Pion blanc sur case noire d2 · Roi blanc sur case noire f2 · Tour blanche sur case noire a1 · Cavalier blanc sur case blanche b1 · Fou blanc sur case noire c1 · Dame blanche sur case blanche d1 · Fou blanc sur case blanche f1 · Cavalier blanc sur case noire g1 · Cavalier noir sur case blanche h1 | Tour noire sur case blanche a8 · Cavalier noir sur case noire b8 · Fou noir sur case blanche c8 · Roi noir sur case blanche e8 · Fou noir sur case noire f8 · Cavalier noir sur case blanche g8 · Tour noire sur case noire h8 · Pion noir sur case noire a7 · Pion noir sur case blanche b7 · Pion noir sur case noire c7 · Pion noir sur case blanche d7 · Pion noir sur case blanche f7 · Pion noir sur case noire g7 · Pion noir sur case blanche h7 · Dame noire sur case blanche e4 · Pion blanc sur case blanche b3 · Pion blanc sur case blanche h3 · Pion blanc sur case blanche a2 · Pion blanc sur case blanche c2 · Pion blanc sur case noire d2 · Roi blanc sur case noire f2 · Tour blanche sur case noire a1 · Cavalier blanc sur case blanche b1 · Fou blanc sur case noire c1 · Dame blanche sur case blanche d1 · Fou blanc sur case blanche f1 · Cavalier blanc sur case noire g1 · Cavalier noir sur case blanche h1 | Tour noire sur case blanche a8 · Cavalier noir sur case noire b8 · Fou noir sur case blanche c8 · Roi noir sur case blanche e8 · Fou noir sur case noire f8 · Cavalier noir sur case blanche g8 · Tour noire sur case noire h8 · Pion noir sur case noire a7 · Pion noir sur case blanche b7 · Pion noir sur case noire c7 · Pion noir sur case blanche d7 · Pion noir sur case blanche f7 · Pion noir sur case noire g7 · Pion noir sur case blanche h7 · Dame noire sur case blanche e4 · Pion blanc sur case blanche b3 · Pion blanc sur case blanche h3 · Pion blanc sur case blanche a2 · Pion blanc sur case blanche c2 · Pion blanc sur case noire d2 · Roi blanc sur case noire f2 · Tour blanche sur case noire a1 · Cavalier blanc sur case blanche b1 · Fou blanc sur case noire c1 · Dame blanche sur case blanche d1 · Fou blanc sur case blanche f1 · Cavalier blanc sur case noire g1 · Cavalier noir sur case blanche h1 | Tour noire sur case blanche a8 · Cavalier noir sur case noire b8 · Fou noir sur case blanche c8 · Roi noir sur case blanche e8 · Fou noir sur case noire f8 · Cavalier noir sur case blanche g8 · Tour noire sur case noire h8 · Pion noir sur case noire a7 · Pion noir sur case blanche b7 · Pion noir sur case noire c7 · Pion noir sur case blanche d7 · Pion noir sur case blanche f7 · Pion noir sur case noire g7 · Pion noir sur case blanche h7 · Dame noire sur case blanche e4 · Pion blanc sur case blanche b3 · Pion blanc sur case blanche h3 · Pion blanc sur case blanche a2 · Pion blanc sur case blanche c2 · Pion blanc sur case noire d2 · Roi blanc sur case noire f2 · Tour blanche sur case noire a1 · Cavalier blanc sur case blanche b1 · Fou blanc sur case noire c1 · Dame blanche sur case blanche d1 · Fou blanc sur case blanche f1 · Cavalier blanc sur case noire g1 · Cavalier noir sur case blanche h1 | Tour noire sur case blanche a8 · Cavalier noir sur case noire b8 · Fou noir sur case blanche c8 · Roi noir sur case blanche e8 · Fou noir sur case noire f8 · Cavalier noir sur case blanche g8 · Tour noire sur case noire h8 · Pion noir sur case noire a7 · Pion noir sur case blanche b7 · Pion noir sur case noire c7 · Pion noir sur case blanche d7 · Pion noir sur case blanche f7 · Pion noir sur case noire g7 · Pion noir sur case blanche h7 · Dame noire sur case blanche e4 · Pion blanc sur case blanche b3 · Pion blanc sur case blanche h3 · Pion blanc sur case blanche a2 · Pion blanc sur case blanche c2 · Pion blanc sur case noire d2 · Roi blanc sur case noire f2 · Tour blanche sur case noire a1 · Cavalier blanc sur case blanche b1 · Fou blanc sur case noire c1 · Dame blanche sur case blanche d1 · Fou blanc sur case blanche f1 · Cavalier blanc sur case noire g1 · Cavalier noir sur case blanche h1 | Tour noire sur case blanche a8 · Cavalier noir sur case noire b8 · Fou noir sur case blanche c8 · Roi noir sur case blanche e8 · Fou noir sur case noire f8 · Cavalier noir sur case blanche g8 · Tour noire sur case noire h8 · Pion noir sur case noire a7 · Pion noir sur case blanche b7 · Pion noir sur case noire c7 · Pion noir sur case blanche d7 · Pion noir sur case blanche f7 · Pion noir sur case noire g7 · Pion noir sur case blanche h7 · Dame noire sur case blanche e4 · Pion blanc sur case blanche b3 · Pion blanc sur case blanche h3 · Pion blanc sur case blanche a2 · Pion blanc sur case blanche c2 · Pion blanc sur case noire d2 · Roi blanc sur case noire f2 · Tour blanche sur case noire a1 · Cavalier blanc sur case blanche b1 · Fou blanc sur case noire c1 · Dame blanche sur case blanche d1 · Fou blanc sur case blanche f1 · Cavalier blanc sur case noire g1 · Cavalier noir sur case blanche h1 | Tour noire sur case blanche a8 · Cavalier noir sur case noire b8 · Fou noir sur case blanche c8 · Roi noir sur case blanche e8 · Fou noir sur case noire f8 · Cavalier noir sur case blanche g8 · Tour noire sur case noire h8 · Pion noir sur case noire a7 · Pion noir sur case blanche b7 · Pion noir sur case noire c7 · Pion noir sur case blanche d7 · Pion noir sur case blanche f7 · Pion noir sur case noire g7 · Pion noir sur case blanche h7 · Dame noire sur case blanche e4 · Pion blanc sur case blanche b3 · Pion blanc sur case blanche h3 · Pion blanc sur case blanche a2 · Pion blanc sur case blanche c2 · Pion blanc sur case noire d2 · Roi blanc sur case noire f2 · Tour blanche sur case noire a1 · Cavalier blanc sur case blanche b1 · Fou blanc sur case noire c1 · Dame blanche sur case blanche d1 · Fou blanc sur case blanche f1 · Cavalier blanc sur case noire g1 · Cavalier noir sur case blanche h1 | 1 |
|   | a | b | c | d | e | f | g | h |   |

La partie suivante, « Naissance d'un cavalier », extraite du Guide des échecs, Nicolas Giffard, collection Bouquins, éd. Robert Laffont, 1993, p. 43 est une partie miniature aux échecs qui montre l'intérêt d'une sous-promotion.
Cette partie fut jouée par Wiede (pour les Blancs) et Goetz (pour les Noirs) en 1880 à Strasbourg. Ouverture : gambit du roi.
1. e4 e5
2. f4 exf4
3. b3 Dh4+
4. g3? (un coup perdant, le déplacement du roi en e2 est nécessaire)... fxg3
5. h3? g2+
6. Re2 Dxe4+
7. Rf2 gxh1C#

Un troisième cavalier noir apparaît alors et fait mat.

#### Sous-promotion en tour pour éviter le pat
Dans la position ci-contre, blanc peut gagner en promouvant son pion en f8. Cependant sur 1. f8D? noir est pat tandis que 1.f8T! gagne après 1... Rh6 2.Th8#. Une sous-promotion en fou ou en cavalier est insuffisante pour l'emporter.
|   | a                                                                                           | b                                                                                           | c                                                                                           | d                                                                                           | e                                                                                           | f                                                                                           | g                                                                                           | h                                                                                           |   |
| 8 | Pion blanc sur case blanche f7 · Roi noir sur case blanche h7 · Roi blanc sur case noire f6 | Pion blanc sur case blanche f7 · Roi noir sur case blanche h7 · Roi blanc sur case noire f6 | Pion blanc sur case blanche f7 · Roi noir sur case blanche h7 · Roi blanc sur case noire f6 | Pion blanc sur case blanche f7 · Roi noir sur case blanche h7 · Roi blanc sur case noire f6 | Pion blanc sur case blanche f7 · Roi noir sur case blanche h7 · Roi blanc sur case noire f6 | Pion blanc sur case blanche f7 · Roi noir sur case blanche h7 · Roi blanc sur case noire f6 | Pion blanc sur case blanche f7 · Roi noir sur case blanche h7 · Roi blanc sur case noire f6 | Pion blanc sur case blanche f7 · Roi noir sur case blanche h7 · Roi blanc sur case noire f6 | 8 |
| 7 | Pion blanc sur case blanche f7 · Roi noir sur case blanche h7 · Roi blanc sur case noire f6 | Pion blanc sur case blanche f7 · Roi noir sur case blanche h7 · Roi blanc sur case noire f6 | Pion blanc sur case blanche f7 · Roi noir sur case blanche h7 · Roi blanc sur case noire f6 | Pion blanc sur case blanche f7 · Roi noir sur case blanche h7 · Roi blanc sur case noire f6 | Pion blanc sur case blanche f7 · Roi noir sur case blanche h7 · Roi blanc sur case noire f6 | Pion blanc sur case blanche f7 · Roi noir sur case blanche h7 · Roi blanc sur case noire f6 | Pion blanc sur case blanche f7 · Roi noir sur case blanche h7 · Roi blanc sur case noire f6 | Pion blanc sur case blanche f7 · Roi noir sur case blanche h7 · Roi blanc sur case noire f6 | 7 |
| 6 | Pion blanc sur case blanche f7 · Roi noir sur case blanche h7 · Roi blanc sur case noire f6 | Pion blanc sur case blanche f7 · Roi noir sur case blanche h7 · Roi blanc sur case noire f6 | Pion blanc sur case blanche f7 · Roi noir sur case blanche h7 · Roi blanc sur case noire f6 | Pion blanc sur case blanche f7 · Roi noir sur case blanche h7 · Roi blanc sur case noire f6 | Pion blanc sur case blanche f7 · Roi noir sur case blanche h7 · Roi blanc sur case noire f6 | Pion blanc sur case blanche f7 · Roi noir sur case blanche h7 · Roi blanc sur case noire f6 | Pion blanc sur case blanche f7 · Roi noir sur case blanche h7 · Roi blanc sur case noire f6 | Pion blanc sur case blanche f7 · Roi noir sur case blanche h7 · Roi blanc sur case noire f6 | 6 |
| 5 | Pion blanc sur case blanche f7 · Roi noir sur case blanche h7 · Roi blanc sur case noire f6 | Pion blanc sur case blanche f7 · Roi noir sur case blanche h7 · Roi blanc sur case noire f6 | Pion blanc sur case blanche f7 · Roi noir sur case blanche h7 · Roi blanc sur case noire f6 | Pion blanc sur case blanche f7 · Roi noir sur case blanche h7 · Roi blanc sur case noire f6 | Pion blanc sur case blanche f7 · Roi noir sur case blanche h7 · Roi blanc sur case noire f6 | Pion blanc sur case blanche f7 · Roi noir sur case blanche h7 · Roi blanc sur case noire f6 | Pion blanc sur case blanche f7 · Roi noir sur case blanche h7 · Roi blanc sur case noire f6 | Pion blanc sur case blanche f7 · Roi noir sur case blanche h7 · Roi blanc sur case noire f6 | 5 |
| 4 | Pion blanc sur case blanche f7 · Roi noir sur case blanche h7 · Roi blanc sur case noire f6 | Pion blanc sur case blanche f7 · Roi noir sur case blanche h7 · Roi blanc sur case noire f6 | Pion blanc sur case blanche f7 · Roi noir sur case blanche h7 · Roi blanc sur case noire f6 | Pion blanc sur case blanche f7 · Roi noir sur case blanche h7 · Roi blanc sur case noire f6 | Pion blanc sur case blanche f7 · Roi noir sur case blanche h7 · Roi blanc sur case noire f6 | Pion blanc sur case blanche f7 · Roi noir sur case blanche h7 · Roi blanc sur case noire f6 | Pion blanc sur case blanche f7 · Roi noir sur case blanche h7 · Roi blanc sur case noire f6 | Pion blanc sur case blanche f7 · Roi noir sur case blanche h7 · Roi blanc sur case noire f6 | 4 |
| 3 | Pion blanc sur case blanche f7 · Roi noir sur case blanche h7 · Roi blanc sur case noire f6 | Pion blanc sur case blanche f7 · Roi noir sur case blanche h7 · Roi blanc sur case noire f6 | Pion blanc sur case blanche f7 · Roi noir sur case blanche h7 · Roi blanc sur case noire f6 | Pion blanc sur case blanche f7 · Roi noir sur case blanche h7 · Roi blanc sur case noire f6 | Pion blanc sur case blanche f7 · Roi noir sur case blanche h7 · Roi blanc sur case noire f6 | Pion blanc sur case blanche f7 · Roi noir sur case blanche h7 · Roi blanc sur case noire f6 | Pion blanc sur case blanche f7 · Roi noir sur case blanche h7 · Roi blanc sur case noire f6 | Pion blanc sur case blanche f7 · Roi noir sur case blanche h7 · Roi blanc sur case noire f6 | 3 |
| 2 | Pion blanc sur case blanche f7 · Roi noir sur case blanche h7 · Roi blanc sur case noire f6 | Pion blanc sur case blanche f7 · Roi noir sur case blanche h7 · Roi blanc sur case noire f6 | Pion blanc sur case blanche f7 · Roi noir sur case blanche h7 · Roi blanc sur case noire f6 | Pion blanc sur case blanche f7 · Roi noir sur case blanche h7 · Roi blanc sur case noire f6 | Pion blanc sur case blanche f7 · Roi noir sur case blanche h7 · Roi blanc sur case noire f6 | Pion blanc sur case blanche f7 · Roi noir sur case blanche h7 · Roi blanc sur case noire f6 | Pion blanc sur case blanche f7 · Roi noir sur case blanche h7 · Roi blanc sur case noire f6 | Pion blanc sur case blanche f7 · Roi noir sur case blanche h7 · Roi blanc sur case noire f6 | 2 |
| 1 | Pion blanc sur case blanche f7 · Roi noir sur case blanche h7 · Roi blanc sur case noire f6 | Pion blanc sur case blanche f7 · Roi noir sur case blanche h7 · Roi blanc sur case noire f6 | Pion blanc sur case blanche f7 · Roi noir sur case blanche h7 · Roi blanc sur case noire f6 | Pion blanc sur case blanche f7 · Roi noir sur case blanche h7 · Roi blanc sur case noire f6 | Pion blanc sur case blanche f7 · Roi noir sur case blanche h7 · Roi blanc sur case noire f6 | Pion blanc sur case blanche f7 · Roi noir sur case blanche h7 · Roi blanc sur case noire f6 | Pion blanc sur case blanche f7 · Roi noir sur case blanche h7 · Roi blanc sur case noire f6 | Pion blanc sur case blanche f7 · Roi noir sur case blanche h7 · Roi blanc sur case noire f6 | 1 |
|   | a                                                                                           | b                                                                                           | c                                                                                           | d                                                                                           | e                                                                                           | f                                                                                           | g                                                                                           | h                                                                                           |   |

## Promotion et stratégie
La promotion est un facteur critique en fin de partie, et par conséquent est à considérer dès le milieu de partie. Un pion n'ayant de pions adverses ni devant, ni sur aucun de ses flancs (appelé « pion passé »), est un atout précieux que l'on a souvent avantage à pousser en avant à chaque occasion. L'adversaire qui se défend contre ce genre de pion doit souvent le bloquer en immobilisant une de ses pièces devant le pion, créant un blocus.

## Problèmes et études d'échecs
La position de Saavedra est une étude classique illustrant le thème de la sous-promotion.
La promotion est un thème fréquent des problèmes d'échecs. Un problème qui présente les quatre promotions (dame, tour, fou et cavalier) dans la solution est ainsi appelé un allumwandlung (terme allemand signifiant « promotion totale »).

Un Babson task présente un tour de force encore plus incroyable : dans un mat direct, les noirs disposent de quatre défenses différentes grâce aux quatre promotions d'un pion noir donné, mais sur chacune de ces défenses, les blancs matent en choisissant exactement la même promotion pour un pion blanc donné.
En analyse rétrograde la sous-promotion est également un thème fréquent.
Il existe des conditions féeriques dans lesquelles on peut promouvoir un pion en roi, ou en pièce de la couleur opposée.
Dans un problème féerique, lorsqu'une pièce féerique est présente dans la position initiale du problème, les pions peuvent se promouvoir en cette pièce.
La condition cavalier majeur est une exception, car elle remplace purement le cavalier par le noctambule, y compris dans les promotions. Avec cette condition, un pion peut se promouvoir en noctambule, même s'il n'y a pas de noctambule dans la position initiale, et un pion ne peut jamais se promouvoir en cavalier.

## Dans d'autres jeux
La promotion est un mécanisme que l'on retrouve, avec parfois des variations, dans de nombreux jeux apparentés aux échecs ou influencés par lui. Parmi ceux-ci on peut citer les exemples suivants :
- aux dames un pion est promu en dame s'il atteint la dernière ligne ;
- au shogi toute pièce (sauf le roi et le général d'or) peut être promue lorsqu'elle arrive dans les trois dernières lignes, la promotion est généralement facultative sauf si la pièce non-promue est dans l'incapacité de se déplacer par la suite ;
- au xiangqi le pion est promu dès qu'il passe la rivière, située au milieu du terrain : il gagne alors la possibilité de se déplacer latéralement d'une intersection ;
- au sit-tu-yin le soldat, équivalent du pion, est promu en général lorsqu'il atteint une case du camp adverse située sur l'une des deux grandes diagonales, à condition de ne pas avoir plus d'un général sur le plateau[4].